# Оранжевая революция

Оранжевая ленточка, символ Оранжевой революции на Украине

Ора́нжевая револю́ция (укр. Помаранчева революція) — широкая кампания протестов, митингов, пикетов, забастовок, которая происходила в ряде городов Украины, с 22 ноября 2004 года по 23 января 2005 года. На выборах президента Украины 2004 года кандидат от востока Украины Виктор Янукович, действующий премьер-министр и глава «Партии регионов», соперничал с Виктором Ющенко, кандидатом от западных регионов и бывшим премьер-министром. Во время второго тура голосования в Донецке «Партия регионов» получила около 12,5 миллионов голосов в пользу Януковича. Это привело к массовым протестам на Майдане Незалежности в Киеве, которые длились несколько недель.
«Оранжевая революция» началась после того, как 21 ноября 2004 года ЦИК Украины объявила предварительные результаты второго тура президентских выборов, согласно которым с преимуществом в 3 % победил Виктор Янукович, бывший в то время премьер-министром. Сторонники основного соперника Януковича на выборах — Ющенко, и большинство иностранных наблюдателей считали, что этот перевес Януковича в голосовании был достигнут за счёт нечестных выборов. Поводом для массового протеста стали зафиксированные массовые фальсификации народного волеизъявления во время 2-го тура выборов президента Украины 21 ноября 2004 года.

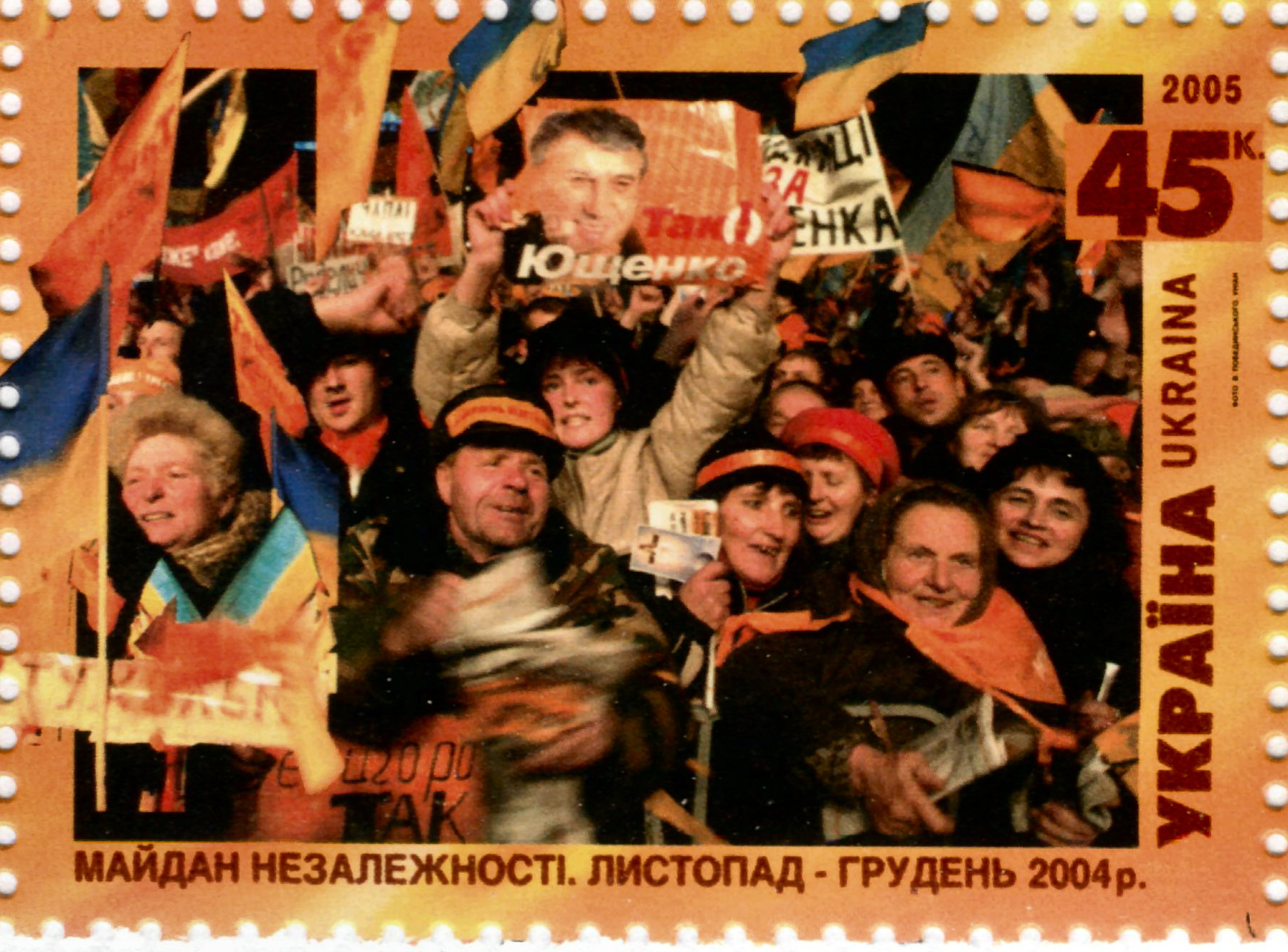
Оранжевая революция на почтовой марке Украины, 2005 год

Основной базой объединённой оппозиции стали западные и центральные области страны (включая Киев), в то время как В. Януковича — преимущественно, восточные и южные области. Власти России также поддерживали Януковича. Ряд государственных деятелей стран Европы выступал в качестве посредников между противоборствующими силами — наиболее активно участвовали экс-президент Польши Александр Квасьневский, бывший генсек НАТО и комиссар Евросоюза Хавьер Солана, экс-президент Литвы Валдас Адамкус, экс-президент Польши Лех Валенса.

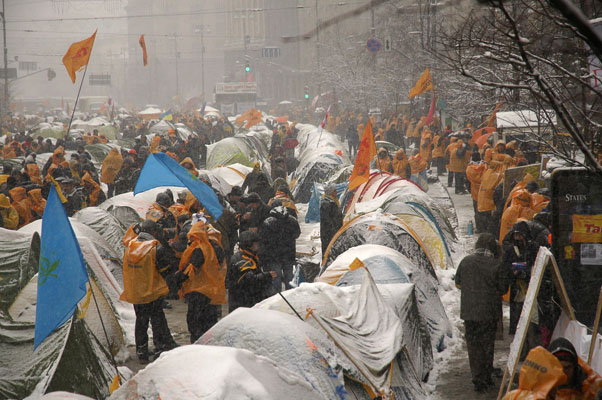
Палаточный городок протестующих в Киеве

3 декабря 2004 года Верховный суд Украины признал, что определить победителя невозможно, поскольку Центризбирком нарушил шесть статей закона о ЦИК и восемь — закона о выборах президента. Участники президентской кампании, по мнению суда, не имели равного доступа к СМИ, а должностные лица исполнительной власти и местного самоуправления не соблюдали запрета на предвыборную агитацию. В итоге суд счёл невозможным «установить результаты реального волеизъявления избирателей» и назначил третий тур выборов на 26 декабря 2004 года.
Повторное голосование зафиксировало победу Ющенко с отрывом в 7,8 %.
Центром «Оранжевой революции» стал Майдан Незалежности в центре Киева, на котором около двух месяцев проходил непрерывный митинг и стоял палаточный лагерь протестующих. В некоторые дни митинги собирали до полумиллиона человек.
«Оранжевая революция» началась 22 ноября 2004 года, когда на Майдане Незалежности начал собираться многотысячный митинг сторонников кандидата в президенты Ющенко под оранжевыми флагами. Протестующие установили десятки палаток и начали бессрочный митинг протеста.
Протесты были вызваны тем, что Центральная избирательная комиссия (ЦИК) объявила предварительные результаты президентских выборов, согласно которым победил Янукович. Впоследствии Верховный суд Украины отменил постановление ЦИК о результатах выборов и обязал её снова провести повторный тур голосования. Протестующим удалось вынудить власти Украины дождаться решения Верховного суда и на основании его решения о признании результатов голосования во втором туре сфальсифицированными, повторно провести второй тур голосования на президентских выборах. В результате повторного голосования (переголосования второго тура) победу одержал В. Ющенко.
Главной политической силой, которая поддерживала Ющенко, была коалиция «Сила народа» (в которой объединились блок Ющенко «Наша Украина» и Блок Юлии Тимошенко). Также договор о поддержке Ющенко подписала Социалистическая партия Украины. В состав «Нашей Украины» входило около десятка партий национально-демократического направления, в том числе Народный Рух Украины, Украинская народная партия.

## Социально-экономическая ситуация на Украине в конце 2004 года
С 2000 по 2004 год среднегодовой рост ВВП Украины демонстрировал впечатляющие темпы: в 2000 году он составил 8,4%, а к 2004 году достиг рекордных 12,1%. Украина заняла пятое место среди стран СНГ. Такой рост был обусловлен успешными реформами, проведёнными при президентстве Кучмы.
Однако президент Леонид Кучма предупреждал, что, несмотря на высокие показатели, экономика может быстро оказаться на грани кризиса из-за структурных проблем и политической нестабильности.

## Причины и ход событий
Ключевым фактором выступлений стал высочайший уровень политической активности граждан. Она была направлена, в первую очередь, не на поддержку конкретного кандидата, а на защиту права выбора как важнейшей общественной ценности. Поводом для массового протеста стали зафиксированные в общественном сознании массовые фальсификации народного волеизъявления во время 2-го тура выборов президента Украины 21 ноября 2004 года. При этом с политической точки зрения утратил свою актуальность и значимость вопрос «где, как и кем в реальности попирались права избирателей». Общественным фактом, конвенциальной (договорной) истиной стало широкое признание гражданами (и практически всеобщее — элитами) того, что подобные фальсификации осуществлялись прежде всего властью в восточных и южных регионах Украины.
Важнейшим фактором для массового движения стала сформированная за 2004 в общественном сознании угроза прихода политико-экономической группы, с которой стойко ассоциировался Янукович. Летом и осенью 2004 года широчайшее распространение в среде мелкого и среднего бизнеса получили рассказы о насильственном переоформлении прав собственности на конкретные предприятия с их владельцев на представителей донецкой политико-экономической группы… Такие слухи создали в широких и, что наиболее важно, активных общественных кругах бизнесменов стойкое неприятие президентских перспектив Януковича.
Лидирующей социальной группой в движении стал средний класс, мелкая и средняя буржуазия, интеллектуалы, преимущественно 1960—1970-х годов рождения. Особая роль в протестном движении принадлежала тем, кто работает с информацией: журналисты, рекламисты и программисты стали его важнейшей движущей силой. Именно неполная контролируемость как правящим режимом, так и политической оппозицией систем общественной коммуникации, и прежде всего информационной сети Интернет, предопределила активность населения, а также размах протестных акций. Важнейшим результатом событий стала проявленная широкая социальная солидарность, опирающаяся на высокое «классовое сознание» соответствующих слоёв.
Противоречие между уровнем развития общества и политической системой стало основной причиной кризиса. Важнейшей характеристикой событий был высочайший уровень самоуправления, который характеризовал протесты. Вообще, украинское общество во время «оранжевых» протестов продемонстрировало значительно более высокий уровень как политической, так и общей культуры, нежели основные политические силы.
Существенную роль в киевских, и ещё более — в западноукраинских событиях сыграл фактор национально-освободительного движения. В восприятии многих украинцев из западных и центральных областей Ющенко стал выразителем национальных чаяний — особенно в контрасте с поданным в качестве пророссийского кандидата Януковичем. Активная поддержка «оранжевых» политиков на западе Украины связывалась с надеждой на ускоренное решение задач дальнейшей эмансипации от России и приобретение Украиной центрально-восточноевропейского качества. Сюда же следует отнести и наличествовавший религиозно-конфессийный элемент. В силу политической логики, а ещё более — достаточно жёсткой публичной поддержки Януковича отдельными представителями Украинской православной церкви Московского патриархата «оранжевое» движение нашло дружественно-позитивное отношение со стороны представителей иных конфессий, в первую очередь т. н. УПЦ Киевского патриархата и Украинской греко-католической церкви.
Важным фактором в возникновении и существовании Майдана стало молодёжное движение, студенческий бунт, схожий с парижскими событиями 1968 года. Во время протестного митинга практически непрерывно шёл концерт известных украинских рок-групп, также можно отметить существенные элементы карнавальной культуры. Активное участие популярных рок-певцов и других представителей молодёжной контркультуры в избирательной кампании Ющенко и затем в протестах ещё более подчеркивает парадокс — превращение «лучшего банкира в мире в 1997 году» в символ чаяний принципиально антибуржуазно настроенных граждан Украины.
Безусловно, в осуществлении массовых протестов сыграла весомую роль технологическая составляющая. В частности, к ней следует отнести протестные организации типа «Поры» и т. д. Организация 18-дневного митинга, приезд в Киев десятков тысяч протестантов, преимущественно из Западной и Центральной Украины, порядок в палаточном городке и многое другое не могло быть осуществлено без наличия технологического ядра. Однако без стихийной составляющей масштаб акций, по экспертным оценкам, не превысил бы 40-70 тыс. протестующих, а формат воспроизводил бы события акции «Украина без Кучмы!» (зима 2001 года) или оппозиционной акции «Восстань, Украина!» (сентябрь 2002 года), которые не привели к существенным политическим последствиям.
Высокий накал страстей во время предвыборной кампании привёл к очень высокой степени политизации украинского общества.

## Периодизация
- 3 июля 2004 года — начало предвыборной кампании по выборам президента;
- 31 октября 2004 года — первый тур голосования;
- 31 октября 2004 года — 21 ноября 2004 года — второй тур;
- 22 ноября 2004 года — начало Оранжевой революции;
- 3 декабря 2004 года — Верховный суд Украины отменяет результаты второго тура;
- 3—8 декабря 2004 года — Верховная Рада осуществляет конституционную реформу и создаёт юридическую базу для повторного голосования. «Оранжевая революция» как активное противостояние оппозиции и власти завершена;
- 9—26 декабря 2004 года — переголосование второго тура.

## Хронология событий

### 21 ноября
Вскоре после закрытия избирательных участков публикуются данные нескольких экзит-поллов, которые показывают существенный перевес в пользу В. Ющенко. Избирательный штаб Януковича подвергает эти данные сомнению и приводит свои собственные данные экзит-поллов, согласно которым впереди находится Янукович.

### 22 ноября
В два часа ночи Центральная избирательная комиссия Украины (ЦИК) сообщает, что после подсчёта 33 % избирательных бюллетеней лидирует премьер-министр Янукович с 50 % голосов, а Ющенко получил 46 %. Эти данные резко расходятся с результатами нескольких групп социологов, которые сразу после окончания голосования объявили о победе Ющенко. Тот едет в ЦИК на встречу с его председателем Сергеем Киваловым. После беседы за закрытыми дверями Ющенко заявляет: «Мы не доверяем подсчётам Центральной избирательной комиссии. Мы призываем наших сторонников прийти на майдан Незалежности и защитить свою победу».
В ночь на понедельник в Киев вводится бронетехника. Бронетранспортёры появляются у здания ЦИКа. Под усиленную охрану взят комплекс зданий администрации президента. Порядок в столице охраняют несколько десятков тысяч военнослужащих внутренних войск, а также отряды специального назначения.
К середине дня 22 ноября ЦИК обработал больше 99,38 % бюллетеней. Разрыв то сокращается, то снова увеличивается. В итоге он оказывается меньше 3 %: 49,4 % — за Януковича и 46,7 % — за Ющенко. Председатель российской Госдумы Б. Грызлов, выступающий в роли наблюдателя, расценивает эти данные как окончательные и поздравляет Януковича с победой. Вслед за ним это же делает В. Путин.

#### Протестующие собирают силы
Обстановка в Киеве и западных областях Украины постепенно накаляется. Майдан Незалежности окрашивается в оранжевый цвет — цвет кампании Ющенко. Несмотря на холодную погоду и на страх, вызванный передислокацией в Киев военной техники и спецподразделений, сторонники Ющенко собирают в центре Киева, по разным оценкам, до 100—150 тыс. сторонников. На митинг пришли все лидеры оппозиции — В. Ющенко, Ю. Тимошенко, лидер Социалистической партии Украины А. Мороз, глава Партии промышленников и предпринимателей А. Кинах.
Ющенко призывает украинцев к организованному движению сопротивления. Юлия Тимошенко призывает начать массовые забастовки на предприятиях и в вузах, перекрыть все дороги, аэропорты, железные дороги.
Несколько горсоветов на западе страны признают законно избранным президентом Ющенко. Львовский горсовет требует от Центризбиркома отмены результатов выборов на всех участках, на которые не были допущены наблюдатели или члены комиссии от Ющенко. Горсовет Ивано-Франковска призывает трудовые коллективы поддержать всеукраинскую забастовку. Хмельницкий и Луцкий горсоветы выражают недоверие ЦИК и объявляют о неповиновении Януковичу.
Киевский городской совет высказал недоверие Центральной избирательной комиссии и обратился к депутатам Верховной Рады с требованием не признавать результаты подсчёта голосов.
Штаб Ющенко требует созвать экстренное заседание Верховной рады, отменить результаты выборов в Донецкой и Луганской областях, где безоговорочно победил Янукович и где, по данным оппозиции, после закрытия участков на них не пустили ни наблюдателей, ни журналистов, и отменить результаты выборов на участках, где по открепительным удостоверениям проголосовало больше 10 % избирателей.
На Крещатике и прилегающих к нему улицах и площадях разбиты палаточные городки молодёжной организации «Пора!» (такие же городки появляются в центре многих областных центров Украины, где тоже начались массовые акции протеста). Оппозиция обещает, что несмотря на мороз, ветер и снег молодёжь намерена стоять до победного конца — признания победы Ющенко. Организаторы акции раздают членам «Пора!» противогазы — на случай применения слезоточивого газа.
Среди множества жёлто-синих украинских флагов можно видеть флаги Грузии, Польши и Евросоюза. Оппозиция готова к осуществлению грузинского сценария «революции роз».

#### Зарубежная реакция
Запад поддерживает требования оппозиции. «Сейчас стало очевидным, что агрессивный и мощный план фальсификации и злоупотреблений в день голосования был задействован или под руководством, или в сотрудничестве с властью», — объявляет председатель комитета сената США по международным делам Р. Лугар. Председатель внешнеполитического комитета Европарламента Э. Брок угрожает Украине финансовыми санкциями, если информация о фальсификации подтвердится. Российского посла в Вашингтоне Ю. Ушакова приглашают на беседу с заместителем госсекретаря США Элизабет Джонс, которая выражает сожаление о поспешности, с которой президент РФ Владимир Путин поздравил Виктора Януковича с победой. Информацию об этой встрече тут же передают газете Washington Post, которая публикует её на следующий день.

### 23 ноября

#### Верховная Рада
Около ста тысяч сторонников Ющенко в Киеве ожидают созыва сессии Верховной Рады для обсуждения обвинений власти в злоупотреблениях во время выборов. В столицу съезжаются тысячи сторонников Ющенко со всей Украины несмотря на перекрытые дороги и закрытые аэропорты. Демонстрации и митинги проходят в других крупных городах.
Парламент, однако, не собирает кворума. Ни коммунисты, ни сторонники премьера в Раду не пришли. Дебаты собравшихся депутатов, представляющих оппозицию, не приводят ни к какому решению, поскольку на заседании отсутствует большинство депутатов, необходимое для принятия решений. И тогда Ющенко прямо в зале заседаний провозглашает себя президентом и приносит присягу на Библии. Спикер Верховной Рады В. Литвин объявляет, что эта присяга никакого значения не имеет. В это время около сотни сторонников Ющенко пытается пробиться в здание Рады.
Спустя час с небольшим Виктор Ющенко появляется на майдане Незалежности. В его руках — оранжевая роза. Центральная площадь Киева и Крещатик от Европейской площади на одном конце до Бессарабского рынка на другом заполнены демонстрантами. «Отныне — я президент Украины, — заявляет Ющенко, — я принял присягу на верность народу Украины и я не могу признать результаты фальсифицированных выборов». Он обращается к силовым структурам страны с призывом перейти на сторону оппозиции.

#### Администрация президента
Ю. Тимошенко призывает митингующих выстроить живой коридор до здания администрации президента, чтобы обеспечить Ющенко возможность занять место главы государства. Толпа, разделившись на 2-е колонны, движется к Банковой улице (где расположена президентская администрация). Офицер охраны сообщает, что Л. Кучма находится в загородной резиденции Конча-Заспа.
Оппозиция[кто?] обращается к парламентам и народам мира с призывом поддержать Ющенко как нового президента Украины и заявляет о начале ненасильственной борьбы за признание его победы.

#### Регионы
Митинги с требованием признать президентом Ющенко проходят в Черновцах, Львове, Житомире, Ужгороде, Виннице, Сумах, Одессе, Запорожье, Харькове, Херсоне, Каменец-Подольском, Черкассах. В Днепропетровске бастуют 2 тыс. студентов, в Ровно — 5 тыс. Победу Ющенко признают Волынская область, Трускавец и Дрогобыч, Хмельницкий и Самборский горсоветы.
Одновременно Верховный Совет Автономной Республики Крым выступает в защиту Януковича, осудив действия Ющенко как угрозу раскола страны. Такое же решение принимает городской совет депутатов Донецка.
Горсовет Харькова принимает решение осуждающее фальсификацию выборов и попытки расколоть страну.
Между тем, в Харькове, на две трети поддержавшем Януковича, у Ющенко тоже находятся около 50 тыс. сторонников, устроивших манифестацию в его поддержку.

#### МИД
С заявлением в поддержку Ющенко выступают 150 украинских дипломатов: «Мы не можем молча наблюдать за ситуацией, когда поставлено под сомнение демократическое развитие Украины, что может привести к её международной изоляции. Государство должен возглавить лидер, имеющий мандат доверия украинского народа».
Вслед за этим МИД Украины обращается к иностранным государствам с призывом воздержаться от заявлений, связанных с выборами на Украине, до окончания избирательного процесса. Этот призыв, в первую очередь, адресован Российской Федерации, представители которой поздравили провластного кандидата с победой ещё до окончания подсчёта голосов.

#### Зарубежная реакция
Вслед за Владимиром Путиным, ещё в понедельник поздравившим Януковича с победой на выборах, своё поздравление ему направляют президент Белоруссии Александр Лукашенко и лидер непризнанного Приднестровья Игорь Смирнов.
Поздно вечером с заявлением выступает глава МИД России Сергей Лавров. Сославшись на сообщения СМИ, он замечает, что «кому-то в Киеве хотелось бы повторить там „революцию роз“ — или „каштановую революцию“, применительно к украинским условиям». «Я не думаю, что это отвечает интересам украинского народа», — заявляет Лавров, но дипломатично добавляет, что «мы будем исходить из того, что выбор украинского народа следует уважать».
Российский МИД заявляет: «Несмотря на имевшие место нарушения, выборы на Украине являются демократичными, свободными, транспарентными и, разумеется, легитимными». Внешнеполитическое ведомство РФ расценивает акции в Киеве как выступления группы радикалов, которые заинтересованы в дестабилизации ситуации в стране.
«Приходится только сожалеть о том, что эти требования, нацеленные на дестабилизацию обстановки, не только поддерживаются, но и подогреваются представителями отдельных зарубежных государств», — сказано в заявлении МИД России.
В. Путин на пресс-конференции в Португалии, отвечая на вопрос «Считаете ли вы нормальной ситуацию, сложившуюся на Украине?», говорит: «Мы не можем ни признать, ни опровергнуть результаты выборов на Украине, так как они официально не обнародованы. Рекомендуем и всем следовать нашему примеру. Всё должно оставаться в правовом поле». Он подчёркивает, что «в той части, в которой ставятся под сомнения результаты выборов со ссылкой на наблюдателей ОБСЕ, это замечание неуместно, так как нет результатов, они не объявлены. Думаю, что и наблюдатели этой организации должны более тщательно и основательно подходить к своей деятельности. Если дальше кто-либо будет использовать ОБСЕ для достижения своих политических целей, эта организация и дальше будет утрачивать свой авторитет на международной арене и потеряет смысл своего существования». Что же касается Украины, то, по мнению российского президента, «Украина — крупное европейское государство с развитой правовой системой, и её не нужно учить, она сама может научить».
Янукович, выступая по двум центральным украинским телеканалам, заявляет, что он не рассматривает возможность пересмотра официальных результатов выборов, но предлагает Ющенко сесть за стол переговоров, чтобы обсудить вопрос об участии оппозиции в формировании новых органов власти. При этом Янукович отмечает, что не обращает внимания на акции протеста в Киеве и других украинских городах, ибо речь идет о протесте «небольшой кучки радикалов, которые поставили перед собой цель расколоть Украину с помощью силового давления и незаконных действий».

### 24 ноября
В регионах продолжаются массовые акции протеста. Из западной и центральной Украины демонстрации перекинулись в восточную — Харьков, Кривой Рог, Днепропетровск.
Центральная площадь Киева — майдан Незалежности — заполнена людьми. Митингующие заняли здание находящегося неподалёку Украинского дома (бывший музей Ленина) и разместили там свой штаб.
В середине дня колонны демонстрантов окружают живым кольцом здание правительства. Продолжается мирная осада администрации президента.

#### Опасения и слухи
Распространяются провокационные слухи о подготовке властей к подавлению демонстраций в столице и о прибытии в Киев российских спецназовцев. Посол России на Украине Виктор Черномырдин заявляет, что эти сведения являются «полнейшим абсурдом и явной провокацией», нацеленной на «накал ситуации, направление её в антиконституционное русло, разжигание антироссийских настроений».
Оппозиция заявляет, что власть может пойти в наступление, как только действующий президент Леонид Кучма во время объявленной поездки в Санкт-Петербург проведёт консультации с российским президентом Путиным и получит его санкцию на применение силы. Пресс-службы украинского и российского президентов опровергают информацию о готовящейся встрече.
Леонид Кучма уверяет по телефону президента Польши Александр Квасьневского, что силового варианта не будет. Кучма, спикер Верховной Рады Владимир Литвин и Виктор Янукович приглашают на заседание национального совета представителей региональных органов власти и местных советов, чтобы прекратить их массовый переход на сторону лидера оппозиции Виктора Ющенко. На заседании присутствуют министры обороны, иностранных дел, секретарь совета национальной безопасности и генеральный прокурор.

#### Янукович объявлен победителем
Примерно в 18:30 по местному времени ЦИК Украины объявляет Виктора Януковича победителем второго тура президентских выборов. За то, чтобы признать эти результаты окончательными, голосует большинство членов комиссии. Прямо в зале заседаний сторонники Януковича радостно приветствуют решение Центризбиркома, а сторонники Ющенко и поддерживающие его журналисты скандируют «Ганьба!» (рус. «Позор!»).
Сразу после этого интернет-издание Виктора Януковича «Форум» от его имени распространяет заявление: «Я не приму результаты выборов президента Украины до того времени, пока всеми предусмотренными конституцией методами мне и украинскому народу не будет доказана правдивость и легитимность этих результатов… Мне не нужна фиктивная победа, которая может привести к человеческим жертвам и насилию».

#### Блокада правительственных зданий
К моменту оглашения вердикта ЦИК десятки тысяч сторонников оппозиции продолжают митинговать на майдане Незалежности. Украинское МВД насчитало на Крещатике около 750 палаток, в которых расположились активисты оппозиционных молодёжных организаций.
Соратники Ющенко обвиняют ЦИК в «заговоре». Толпа сторонников оппозиции движется к зданию ЦИК. Но к тому времени площадку перед ЦИК уже контролируют сторонники Януковича — несколько тысяч митингующих. К самому зданию ещё накануне дня выборов стянута тяжёлая военная техника, с воскресенья внутренний двор заполнился несколькими десятками автобусов с надписью «Милиция», а на прилегающих улицах появились «КамАЗы» с песком.
Как только ЦИК объявляет итоги выборов, студенты захватывают дворец «Украинский дом», в котором во время выборов размещался информационный центр Российского клуба и пресс-центр штаба Януковича.

#### Комитет национального спасения
Виктор Ющенко объявляет о создании оппозицией «Комитета национального спасения», который призван «взять на себя защиту демократии в стране». Лидер оппозиции призывает к общенациональной забастовке. Ющенко называет решение ЦИК «серьёзным преступлением», предупредив, что оно «поставило страну на грань гражданской войны».
Объявленная накануне встреча Ющенко с Януковичем и Кучмой так и не состоялась. Выступая на площади, лидер оппозиции заявил, что единственный компромисс, на который он может пойти, — проведение нового голосования по второму туру президентских выборов. Однако перед этим должен быть подписан закон о запрете открепительных талонов и обновлён состав ЦИКа.

#### Предложения власти
Пытаясь снизить накал политического противостояния в стране, глава избирательного штаба Януковича Сергей Тигипко предлагает провести политическую реформу с целью передачи части полномочий президента Верховной Раде, а также принять закон об оппозиции и внести изменения в законы о СМИ, предусматривающие равенство оппозиции и большинства в доступе к СМИ. Он высказывается и за принятие закона, который дал бы оценку событиям 21—23 ноября на Украине: «Необходимо принять закон, которым признать — ошибки допустили обе стороны, но мы переворачиваем эту страницу нашей истории, мы сделали очень важные для себя выводы и Украина пошла дальше».
Коммунистическая партия Украины, в последние недели занимавшая пропрезидентские позиции, неожиданно предлагает отменить итоги второго тура выборов, а власть передать парламенту. Это предложение означает фактическую передачу власти Кучме.
Президент Кучма обращается к народу Украины, подчеркнув, что он является легитимной властью и что новая власть будет сформирована на основе конституции и действующего законодательства. Он также подчеркивает, что власть не станет инициатором применения силы, но будет защищать правопорядок. Президент призывает всех участников конфликта сесть за стол переговоров. Виктор Ющенко в ответ заявляет, что с Кучмой и Януковичем он будет вести переговоры только о передаче власти.

#### Регионы
На митинге оппозиции говорится, что Ющенко будет издавать президентские указы, которые будут исполнять местные советы, в том числе Киевский, которые перешли на сторону Ющенко. Сторонники Януковича высказывают предложения о создании Юго-восточной автономии «в пределах суверенной Украины» в составе Днепропетровской, Запорожской, Донецкой, Луганской, Николаевской, Херсонской, Харьковской и Одесской областей.
Подразделения МВД и других силовых структур на территории западных областей несут службу в усиленном режиме, но никаких данных о переходе милиционеров на сторону оппозиции нет.
На внеочередной сессии львовского областного совета депутаты отстраняют от должности губернатора Львовской области А. Сендега, а также руководителей правоохранительных органов и силовых структур, руководителей государственных служб. Львовские депутаты создают комитет по самоуправлению города.
Новым председателем львовского исполкома назначен глава областного штаба Ющенко — депутат парламента Пётр Олейник, а его первым заместителем — лидер фракции блока партий «Наша Украина» в облсовете О. Канивец. Они принесли присягу «на верность народу Украины и президенту Виктору Ющенко». Киев никак не вмешивается во львовскую ситуацию.
Агрессивно настроенная молодёжь пикетирует Генконсульство РФ во Львове. Российский МИД делает заявление о том, что работа российского консульского учреждения фактически заблокирована. Российская сторона требует от властей Львова принять меры по обеспечению безопасности Генконсульства РФ и российских сотрудников и прекращению антироссийских акций.

#### Зарубежная реакция
Ситуация на Украине остаётся в центре внимания зарубежных лидеров. Госсекретарь США Колин Пауэлл заявляет, что Штаты не признают объявленные результаты украинских выборов. Он угрожает санкциями в случае, если украинские власти не примут незамедлительных мер для исправления ситуации вокруг выборов. Канцлер Германии Герхард Шрёдер заявляет, что итоги второго тура выборов президента Украины фальсифицированы. Верховный представитель Евросоюза по внешней политике и безопасности Хавьер Солана заявляет, что если не будут пересмотрены результаты выборов, то Украина имеет шанс «стать на одну ступеньку с Белоруссией».
Президент Грузии Михаил Саакашвили направляет видеообращение на украинском языке, которое транслируется оппозиционным 5 каналом и передаётся на мониторы в центре Киева. Впоследствии он озвучил информацию о том, что не только принимал участие в Оранжевой революции, но и занимался её организацией и подготовкой.
Михаил Горбачёв осуждает действия украинской власти и выражает свою поддержку Ющенко. В интервью американским телеканалам он так комментирует революцию, начавшуюся в Киеве: «Стена упала второй раз».

### 25 ноября
Прибыв в Гаагу на саммит Россия — ЕС, Владимир Путин вновь поздравляет с победой Виктора Януковича, делая следующее заявление: «Украинский народ сделал свой выбор — выбор в пользу стабильности, укрепления государственности, дальнейшего развития демократических и экономических преобразований. Большинство украинских граждан поддержали Ваше стремление развивать добрососедское и многоплановое сотрудничество с Россией, со всеми странами СНГ и другими государствами Европы и мира».
Переговоры на саммите в основном касаются различных подходов к ситуации на Украине, что ярко проявляется впоследствии в ходе пресс-конференции участников. Премьер-министр Нидерландов Ян Балкененде сообщил прессе, что подходы России и ЕС к ситуации на Украине отличаются, хотя обе стороны «хотят видеть Украину стабильной, демократической страной, которая процветает». Он подчеркнул важность «мирного подхода к разрешению ситуации», хотя выборы и «не соответствовали международным стандартам», а «ЕС не может принять их результаты».
Однако Януковичу, объявленному победителем президентских выборов, не удаётся вступить в должность. Верховный суд запрещает ЦИК официально публиковать результаты второго тура и совершать любые действия, связанные с выполнением обжалованного постановления, до 29 ноября, когда суд намерен рассмотреть жалобу представителей оппозиции.
Активность сторонников оппозиции не ослабевает. По сообщению Министерства транспорта, в Тернопольской, Львовской и Ивано-Франковской областях происходят попытки перекрыть железнодорожные пути и автотрассы, что может парализовать украинскую экономику. Руководитель штаба Ющенко Александр Зинченко заявляет, что оппозиция начинает блокировать международные трассы в Закарпатье, Черкасской, Харьковской, Сумской и других областях.
В Житомире проходит 40-тысячный митинг, на котором решено присоединиться ко всеукраинской акции протеста и признать президентом Виктора Ющенко.
Жители Ровно также присоединились ко всеукраинской забастовке. На площади Независимости города Ровно студенты установили палаточный городок.
В то же время Харьковский облсовет на внеочередной сессии осуждает действия Ющенко. Донецкий облсовет признаёт своим президентом Януковича. К ним присоединяются депутаты Одесского облсовета. Херсонский областной совет осуждает сторонников Виктора Ющенко за массовые акции в его поддержку.
В Луганске, Харькове, Запорожье и Днепропетровске идут митинги в поддержку и Ющенко, и Януковича. В Харькове милиция возбуждает уголовное дело по факту несанкционированной демонстрации, состоявшейся 23 ноября. В тот день более 50 тыс. сторонников Ющенко провели митинг в его поддержку на одной из центральных площадей Харькова — площади Свободы. Затем митингующие по призыву регионального штаба Ющенко направились по Сумской улице на площадь Конституции к зданию горисполкома. Около 70 тыс. харьковчан приняли участие в митинге в поддержку Ющенко на площади возле исполнительного комитета Харьковского горсовета.
Ющенко издаёт первые декреты в роли главы «Комитета национального спасения». Декретом #1 он призывает народ к защите конституционного строя, в других декретах говорится о формировании состава Комитета и создании организации «Народная самооборона». Оппозиция призывает местные органы самоуправления переходить в подчинение Национальному комитету спасения.
Сторонники Виктора Ющенко демонстрировали свою поддержку более открыто, тогда как те, чьи симпатии были на стороне Януковича, действовали сдержаннее. Как утверждает представитель Виктора Януковича в ЦИК Степан Гавриш, «элита шоу-бизнеса раскололась на две примерно равные части, при этом более эмоциональные на стороне Ющенко и уже давно стали частью его политической команды. На нашей стороне — более спокойная часть».
Среди сторонников Ющенко — победительница конкурса «Евровидения» в 2004 году Руслана (объявившая голодовку после решения Центризбиркома Украины признать Януковича президентом), рок-группы «Океан Ельзи» и «Вопли Видоплясова», братья-боксёры Виталий и Владимир Кличко, бывший капитан киевского «Динамо» Олег Лужный. Оппозицию почти единогласно поддержал Национальный союз писателей Украины.
Януковича поддерживают Таисия Повалий, Наталия Могилевская, главный тренер сборной Украины по футболу Олег Блохин.
Министерство образования Украины с начала конфликта явно не справляется с ситуацией. Многие учебные заведения не работают, преподаватели и студенты митингуют на улицах, а школьников на занятия не пускают родители. Ряд университетов страны отказался препятствовать политической активности студентов, а Киевское управление образования объявило в школах и вузах карантин.
25 ноября студенты захватывают здание министерства образования, после чего министр подписывает декларацию с обещанием не преследовать студентов за политические убеждения и приостановить учёбу. Митингующие занимают также здание Октябрьского дворца и Дома профсоюзов.
В Нацбанке Украины проходит общее собрание, на котором руководство разрешает сотрудникам участвовать в акциях гражданского неповиновения. На здании банка (Виктор Ющенко руководил им в 1993—1999 годах) вывешивают оранжевый флаг.
Заместитель министра экономики и европейской интеграции Украины Олег Гайдук призывает своих коллег по правительственным учреждениям поддержать Ющенко.
Растёт число дипломатов, поставивших свои подписи под заявлением, сделанным ещё 23 ноября. Дипломаты признаются, что не могут больше «молча наблюдать за ситуацией, которая способна поставить под сомнение демократическое развитие Украины… и в итоге привести к международной изоляции государства». Они считают, что государство должен возглавить лидер, который «имеет настоящий мандат доверия украинского народа». По словам руководителя пресс-службы МИДа Маркияна Лубкивского, поводом к акции неповиновения стала забота о будущем государства. Более осторожную позицию занимает министр иностранных дел Украины Константин Грищенко. Он призывает сотрудников дипломатического корпуса «вынести собственные политические вкусы и свою политическую активность за пределы министерства и дипломатических миссий».
СБУ заявило что если другие правоохранительные органы страны применят силу к протестующим, то войска СБУ станут на защиту граждан в силовом порядке.
На фоне длящегося противостояния украинские политики всё же пытаются найти посредника для урегулирования политического кризиса. Леонид Кучма предлагает Литву, тогда как команда Ющенко более склонна доверить эту миссию полякам. После многочисленных телефонных разговоров с Кучмой готовность приехать в украинскую столицу в качестве посредника подтверждает польский президент Александр Квасьневский.
В Киев прилетает первый президент пост-коммунистической Польши Лех Валенса, откликнувшийся на письмо Виктора Ющенко, пригласившего его своим присутствием «придать новые силы оппозиции и дать импульс дальнейшей борьбе за окончательную победу демократии».
Возможность заняться проблемами восточного соседа даёт польским политикам возможность на время отвлечься от собственных внутренних забот. Польские СМИ не устают повторять, что из всех стран Европы Польша более всех заинтересована в том, что происходит на Украине. Варшава ещё до выборов была сильно обеспокоена отклонением политики Украины в сторону России.

### 26 ноября
В Киеве начинаются переговоры между Януковичем и Ющенко, организованные действующим президентом Л. Кучмой. По просьбе Кучмы, в переговорах принимают участие зарубежные посредники — президент Польши Александр Квасьневский, президент Литвы Валдас Адамкус, Верховный представитель ЕС по внешней политике и безопасности Хавьер Солана и генеральный секретарь ОБСЕ Ян Кубиш. В переговорах также участвуют спикер украинского парламента Владимир Литвин и спикер Госдумы России Борис Грызлов.
Глава российского МИД Сергей Лавров заявляет, что Москву настораживают попытки некоторых государств вывести ситуацию на Украине из рамок правового поля, «тем более когда некоторые европейские столицы заявляют, что выборы они не признают, но их следующий тезис гласит, что Украина должна быть с Западом». По словам Лаврова, «решать, с кем быть, должен украинский народ». «Подобные заявления наводят на мысль о том, что кому-то очень хотелось бы провести в Европе новые разделительные линии», — говорит Лавров.
Тем временем часть сторонников Ющенко требует отказаться от переговоров с властью, виновной в массовых нарушениях законов. Они (в первую очередь Юлия Тимошенко) считают этот шаг предательским по отношению к народу и настаивают, что оппозиция должна была вначале захватить власть, заставив Кучму, Януковича и председателя ЦИК Кивалова сложить свои полномочия, а затем уже начинать переговоры с посредниками по поводу признания законности такого развития событий.
Сторонники Виктора Ющенко по указанию своего лидера с полуночи блокируют здание правительства и продолжают блокаду президентской администрации в Киеве. Протестующие не пускают к Дому правительства никого, кроме журналистов, и делают всё для того, чтобы сотрудники не попали внутрь.
К зданиям правительства и парламента Украины, окружённым сторонниками оппозиции, направляется колонна сторонников действующего премьера Виктора Януковича. Ранее встреча представителей противоборствующих групп произошла на Европейской площади в Киеве. Колонна сторонников Януковича состояла примерно из тысячи человек. Их политические оппоненты выстроились вдоль пути движения колонны, скандируя при этом «Ющенко». Каких-либо инцидентов и столкновений при этом не зафиксировано.
Большая группа сторонников Януковича — около 20 тыс. человек — остаётся перед центральным железнодорожным вокзалом Киева, где проходит митинг.
Бывший министр обороны Украины Евгений Марчук призывает сотрудников силовых органов уважать право народа на протест. Телеобращение экс-министра показано на 5-м канале украинского телевидения.
В этот же день украинские государственные телеканалы заявляют, что отказываются подчиняться правительственной цензуре. На телевидении увеличивается освещение действий оппозиции и впервые передаются заявления её лидеров.
Тем временем, депутаты Донецкого облсовета предлагают ввести на Украине чрезвычайное положение. В Донецке проходит внеочередная сессия областного совета, и депутаты предлагают также прекратить трансляцию оппозиционных теле- и радиоканалов в области и создать свою автономию.

### 27 ноября
Не сумев договориться с Януковичем, Ющенко заявляет, что он согласится на продолжение переговоров лишь в том случае, если темой переговоров будет проведение нового голосования.
Ющенко приходит на митинг на майдане Незалежности с женой и своими маленькими детьми. Он просит присутствующих ради будущего их детей не расходиться и не начинать силовой сценарий захвата власти. Ющенко убеждает митингующих: «Пусть наша акция остаётся мирной. Только настоящая сила может себе позволить корректно, интеллигентно, достойно себя вести. Нет проблем с тем, чтобы взять приступом администрацию президента и Кабинет министров. Но мы должны добиться, чтобы они сами принесли нам ключи от этих зданий. И мы не уйдем, пока они это не сделают».

#### Верховная Рада признаёт выборы недействительными
В Киеве проходит экстренное внеочередное заседание Верховной Рады, в котором участвуют все депутаты. Они принимают постановление «О политическом кризисе в государстве, возникшем в связи с выборами президента Украины», которым признают недействительными итоги второго тура голосования, а также выражают недоверие Центральной избирательной комиссии в связи с ненадлежащим выполнением обязанностей, предусмотренных конституцией и законами Украины.
Верховная Рада предлагает президенту до 1 декабря внести на рассмотрение парламента представление о досрочном прекращении полномочий членов ЦИКа и внести кандидатуры новых членов ЦИКа, предварительно согласованные с парламентскими фракциями и группами.
Президент Кучма на это заявил, что объявить результаты голосования недействительными может только Центризбирком, поэтому решение Рады — «политическое» и правовых последствий не имеет. Одновременно председатель ЦИК С. Кивалов, комментируя решения Рады, сказал, что Верховная Рада по украинским законам не может распустить ЦИК.
Рада также предлагает Ющенко и Януковичу срочно провести переговоры с целью преодоления политического кризиса и подписания соответствующего политического соглашения, призывает оппозицию воздержаться от блокирования работы органов государственной власти и управления, коммуникаций и учреждений, обеспечивающих их функционирование.
В то же время она считает недопустимым применение силы против участников акций гражданского неповиновения.
«Время кулуарных договоренностей прошло. Рада должна взять на себя ответственность и принять решение, чтобы общество не было дезориентировано и знало, чьи указания исполнять», — заявляет спикер парламента В. Литвин.

### 28 ноября
Действующий президент Кучма в экстренном порядке созывает Совет национальной безопасности и обороны Украины. Совет, вопреки опасениям оппозиции, не принимает решений о разгоне митингующих. Кучма заявляет, что блокада органов власти является грубым нарушением закона и напоминает, что Ющенко обещал снять осаду со зданий Верховной Рады, администрации президента, правительства и Верховного суда. На это лидер оппозиции отвечает, что вести толпу на захват этих зданий он не будет, но граждане имеют полное право мирно выражать недовольство на улице.
Л. Кучма в очередной раз призывает обе стороны к компромиссу. В итоговом заявлении Совета применение силы против участников конфликта названо недопустимым.
В течение всей ночи участники акций протеста дежурили вокруг здания Администрации Президента, окружив ул. Лютеранскую, Шелковичную и Институтскую живым кольцом.

#### Призывы к созданию Юго-Восточной автономии

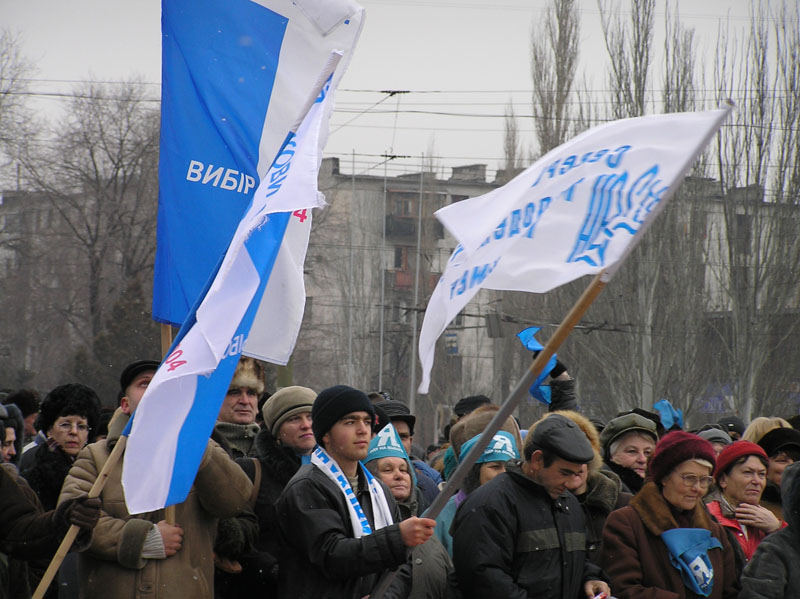
Северодонецк, 2004 год.

В то же время сторонники Януковича собирают в Северодонецке на съезд три тысячи представителей власти местного самоуправления и исполнительной власти в основном с юго-востока Украины (Донецкой, Днепропетровской, Житомирской, Запорожской, Кировоградской, Луганской, Николаевской, Одесской, Полтавской, Сумской, Харьковской, Херсонской, Черкасской, Черниговской областей, Автономной Республики Крым и города Севастополь), в котором принимают участие сам Янукович и мэр Москвы Юрий Лужков. Украинский премьер заявляет, что страна оказалась «в шаге от пропасти» из-за деятельности «провокаторов».
Съезд решает считать постановление ЦИК о победе Януковича легитимным и в полной мере отвечающим нормам конституции.
Участники съезда заявляют, что в случае прихода к власти Виктора Ющенко южные и восточные области потребуют широкой автономии, которая предполагает создание автономной налоговой, платёжной, банковской, финансовой системы. Бездействие Кучмы породило «кризис», выход из которого может быть найден на пути «объединения родственных по духу областей». «Столицей» такого регионального объединения предлагается сделать Харьков. Глава Харьковской области Е. Кушнарёв предлагает «всем городам провести референдумы по вопросу о доверии власти и создании нового украинского государства в форме федеративной республики».
На этом съезде прозвучали ставшие знаменитыми слова Януковича: «Я верю, что сильных и здоровых людей намного больше, чем тех козлов, которые нам мешают жить!»
Действующий президент Кучма в ответ призывает «не растаскивать страну»: «Идеи, которые выражают руководители местных органов государственной власти, не отвечают ни конституции, ни украинскому законодательству».
Министерство юстиции называет незаконными решения о создании Автономной Юго-Восточной Украинской республики, а Ющенко призывает генпрокурора Украины Г. Васильева отправить за решётку «людей, которые подняли флаг национального сепаратизма».

#### Реакция в России
В Москве впервые с начала политического кризиса проходит политическая акция, посвящённая событиям на Украине. Около 200 (по оценкам милиции) сторонников украинской оппозиции митингуют около украинского посольства. Это значительно меньше, чем на аналогичных акциях на Украине, но на порядок больше, чем ожидали сами организаторы — Союз правых сил и Объединение украинцев России. Митингующие скандируют лозунги «Разом нас багато і нас не подолати» (рус. «Вместе нас много и нас не победить»), «Ганьба ЦВК» (рус. «Позор ЦИК»), «Ющенко» и др. Во время митинга к посольству подходят сторонники Януковича из движения «Трудовая Россия», но милиции удается не допустить столкновения между противоборствующими сторонами.

### 29 ноября
Ющенко настаивает на признании его президентом на основании результатов первого тура.
Сергей Тигипко подаёт в отставку одновременно с двух постов — председателя Национального банка Украины и руководителя избирательного штаба Януковича. Разрыв с командой премьера он объясняет тем, что считает неприемлемыми сепаратистские настроения в регионах, поддержавших Януковича. Неожиданное решение Тигипко, по мнению наблюдателей, на самом деле продиктовано его желанием дистанцироваться от грядущего финансового кризиса на Украине. За время предвыборной кампании (в течение которой Тигипко руководил избирательным штабом Януковича, официально пребывая в отпуске) правительство расшатало финансовую систему страны, выплатив добавки к пенсиям и социальным пособиям, что привело к всплеску инфляции. Для стабилизации ситуации правительство израсходовало треть валютных резервов Нацбанка и прибегло к внешним займам.

#### Реакция Запада
Госсекретарь США Колин Пауэлл и МИД России Сергей Лавров обсуждают необходимость нахождения мирного выхода из создавшейся ситуации. Лавров подчёркивает, что необходимо урегулировать ситуацию в правовом поле, в соответствии с конституцией и законодательством Украины.
Европейские лидеры поддерживают идею проведения повторного голосования как возможный шаг к выходу из политического кризиса.

#### Оппозиция обвиняет Кучму
Ющенко обвиняет Кучму в поддержке сепаратистских устремлений глав восточных областей Украины и требует от президента отдать их под суд.
Ю. Тимошенко угрожает действующему президенту, что участники митинга расценят бездействие президента как преступление, а прокуратура возбудит против него уголовное дело. Она призвала сторонников Ющенко блокировать все передвижения президента.
Оппозиция считает, что идея раскола Украины на Запад и Восток была реализована ради того, чтобы дискредитировать обоих кандидатов на пост президента, спровоцировать вооружённый конфликт и сохранить власть в руках действующего президента.
Президент Кучма, со своей стороны, предупреждает, что «ещё несколько дней, и финансовая система может рассыпаться как карточный домик». Спикер Верховной Рады В. Литвин сообщает, что снизились поступления таможенного сбора, в четыре раза сократился въезд транспорта, останавливаются экспортные операции из-за отсутствия предварительных оплат. В некоторых регионах граждане массово снимают средства со сберкнижек, возникла опасность остановки Единой энергетической системы Украины. Ответственность за ситуацию на Украине берёт на себя Верховная Рада, поскольку «система государственного управления на исполнительном уровне не функционирует», — заявляет Литвин.
Власти Харьковской области отменяют своё решение об отделении от Украины и вхождении в состав Юго-Восточной Украинской республики. Губернатор области Е. Кушнарёв заявляет, что решения областного совета, которые не соответствуют конституции и законам Украины, будут пересмотрены: «На территории области в полном объёме действует конституция и законы Украины».
Иначе обстоят дела в Донецке. Областной совет готовится провести 5 декабря местный референдум по одному вопросу: об изменениях в Конституцию по вопросу федеративного устройства и предоставлении Донецкой области статуса республики в составе федерации. Депутаты облсовета продолжают считать законным президентом Януковича. Аналогичная ситуация сохраняется в Луганской области.

### 30 ноября
Верховная Рада Украины на внеочередном заседании решает вопросы об отставке правительства Виктора Януковича и пресечении сепаратизма на востоке страны.
Премьер-министр Виктор Янукович отказывается принимать участие в работе парламента, сказав, что не станет играть в политические игры, которые проходят под давлением улицы. «Всё, что происходит в Верховной Раде, — это расправа, — говорит Янукович журналистам. — Я никогда не соглашусь с беззаконием, которое творится в нашей стране, в том числе в высшем законодательном органе». По его словам, митинги в Киеве, из-за которых больше недели не работают министерства и ведомства, разрушили систему управления государством.
Однако сначала в Раде не удаётся собрать достаточного количества голосов для выражения недоверия правительству, а потом в первом чтении принимается постановление, приостанавливающее действие другого постановления Рады — от 27 ноября, которым результаты второго тура выборов признавались не соответствующими волеизъявлению народа.
Обстановка в зале заседаний Рады резко накаляется. Сторонники оппозиции подтягиваются к зданию парламента и блокируют его, причём группа оппозиционеров прорывается через милицейское оцепление и проходит в здание. Спикер Рады Владимир Литвин останавливает заседание и объявляет о его переносе на 10:00 1 декабря. После этого он выходит к толпе сторонников Ющенко и обещает, что голосования по «отменяющему» постановлению не будет.
В это же время Верховный суд страны рассматривает вопрос о признании недействительным голосования 21 ноября и проведении новых выборов президента Украины. Оппозиция утверждает, что массовые нарушения во втором туре были не только в Донецкой и Луганской областях, но и в Запорожской, Харьковской, Днепропетровской, Николаевской, Крыму и Севастополе. Истцы требуют признать Ющенко победителем президентских выборов по итогам первого тура, поскольку фальсификации во втором туре столь значительны, что выяснить истинное волеизъявление невозможно. Представитель Ющенко передала суду документы, согласно которым во втором туре выборов был задействован «механизм фальсификаций» при участии членов избиркомов всех уровней — фальсификаций списков избирателей, их явки, а также массового использования открепительных талонов.
Представители Виктора Януковича просят сделать в слушаниях перерыв для ознакомления с материалами дела, но Верховный суд отказывает им в этом.
Тем временем Следственное управление Службы безопасности Украины (СБУ) возбуждает уголовное дело по факту посягательства на территориальную целостность страны. Имеются в виду призывы к созданию автономии в составе Автономной Республики Крым, Донецкой, Херсонской, Одесской, Днепропетровской, Харьковской и других областей. Поводом для возбуждения уголовного дела СБУ называет якобы планируемое инициаторами создания автономии дальнейшее её присоединение к Российской Федерации.
Удар СБУ направлен против руководителей восточных и южных областей Украины, которые в воскресенье на съезде в Северодонецке якобы решали вопрос об отделении от Украины в случае, если президентом станет Виктор Ющенко. Угроза уголовного преследования вызывает недоумение и обеспокоенность руководителей юго-восточных областей Украины — городской голова Донецка А. Лукьянченко заявляет, что область не собирается выходить из состава Украины, а хочет лишь получить статус самостоятельной республики в составе федеративной Украины, и именно этот вопрос выносится на референдум. Вслед за этим глава Донецкой областной администрации Анатолий Близнюк заявляет, что сам референдум (который планировался на 5 декабря) переносится на более поздние сроки.
Поняв, что инициатива окончательно переходит в руки оппозиции, Виктор Янукович заявляет, что, если фальсификация президентских выборов не будет доказана и результаты голосования 21 ноября будут признаны легитимными, он готов «вместе с Ющенко и другими политическими силами рассмотреть, подготовить и принять самые демократические изменения в конституцию», сокращающие полномочия президента, после чего он готов предложить Виктору Ющенко пост премьер-министра и сформировать вместе с ним коалиционное правительство. Если же Верховный суд отменит результаты выборов, то новые выборы должны проводиться без участия самого Виктора Януковича и Виктора Ющенко.
Виктор Ющенко отвергает эти предложения и объявляет о начале нового «жёсткого блокирования» всех органов власти страны. Наиболее радикальные члены оппозиции выдвигают ультиматум к Раде — либо депутаты принимают решение, которое от них требует оппозиция, либо она переходит к силовым действиям.

#### Зарубежная реакция
Тем временем состоялся телефонный разговор между федеральным канцлером Германии Г. Шрёдером и российским президентом В. Путиным. Германское правительство, сообщившее об этом разговоре, даёт понять, что Россия «будет уважать результаты новых выборов, проведённых на основании украинского законодательства и воли народа Украины».
Новое обострение политической ситуации на Украине заставляет вернуться в Киев представителя ЕС Хавьер Солану, ожидается приезд президентов Литвы Валдаса Адамкуса и Польши Александра Квасьневского.

#### Экономические меры
Чтобы уберечь от кризиса банковскую систему, НБУ принимает беспрецедентные меры — до конца года украинским банкам запрещено досрочно выдавать вклады, в стране жёстко ограничена продажа валюты и снятие наличных в банкоматах и со счетов предприятий. Принятые ограничительные меры объясняются желанием предотвратить отток капитала из страны и технической невозможностью доставить наличные в регионы, где спрос на них резко возрос.

### 1 декабря

#### Вотум недоверия
Сторонники Ющенко в Верховной Раде добиваются вынесения вотума недоверия правительству Януковича. Хотя обычно голосования в Раде проводятся поименно, в данном случае большинством голосов было принято решение о тайном голосовании как по отдельным пунктам постановления, так и за постановление в целом.
Согласно Конституции, Кабинет министров обязан после этого подать в отставку, а президент — подписать соответствующее заявление премьер-министра. Эта же статья Конституции предписывает правительству временно исполнять обязанности до тех пор, пока не будет сформировано новое правительство.
После заседания Рады на собрании созданного Ющенко и его ближайшими сторонниками «Комитета национального спасения» решено создать новое правительство Украины под руководством лидера Социалистической партии А. Мороза.
Начинается выход депутатов из состава фракций пропрезидентского большинства, которые ранее поддерживали Януковича. Один из ближайших соратников Януковича министр транспорта Украины Г. Кирпа признаётся в том, что он организовал массовые перемещения избирателей по территории страны накануне голосования.
Украинский МИД, на днях принявший решение отозвать на родину всех дипломатов, которые публично поддержали Ющенко, отменяет это решение. Более того, МИД направляет ноту протеста по поводу вмешательства российских политиков (в частности, Ю. Лужкова) во внутренние дела Украины.

#### Верховный суд
Тем временем Верховный суд уже третий день рассматривает обращение штаба В. Ющенко, настаивающего на отмене решения ЦИК о победе на выборах Януковича.
При этом в Верховный суд поступила жалоба уже со стороны штаба В. Януковича, который оспаривает результаты выборов в ряде западных регионов Украины (поддерживающих Ющенко).

#### Круглый стол
Вечером в Киеве возобновляются многосторонние переговоры («круглый стол») с участием Кучмы, Януковича, Ющенко, а также президентов Польши и Литвы А. Квасьневского и В. Адамкуса, верховного представителя ЕС по внешней политике Х. Соланы и генерального секретаря ОБСЕ Я. Кубиша. По завершении переговоров их участники делают заявление о договорённости исключить использование силы обеими сторонами и о разблокировании резиденций органов власти. Согласно заявлению, стороны также намерены совместными усилиями обеспечить прохождение конституционной реформы и сформировать новое правительство Украины.
Следующий «круглый стол» запланировано провести после завершения разбирательств в Верховном суде. Таким образом Янукович и Ющенко объявили, что будут дожидаться решения Верховного суда, который фактически подведет итоги выборов. Кроме того, оба согласились, что полномочия президента необходимо ограничить.

### 2 декабря

#### Оппозиция отказывается выполнять договорённости
Украинская оппозиция отказывается выполнять условия подписанного в среду соглашения об урегулировании политического кризиса — разблокировать здания правительства и администрации президента в Киеве. Блокада снята только на несколько часов, а потом выставлена снова.
Янукович встречается с одним из международных посредников — генеральным секретарём ОБСЕ Яном Кубишем — и жалуется ему, что оппозиция нарушает соглашение.
Днём проходит собрание самопровозглашённого «Комитета национального спасения». Ю. Тимошенко после заседания фактически подтверждает, что оппозиция не будет выполнять соглашение. Кроме того, комитет выдвигает Кучме новые требования — немедленно отправить в отставку правительство Януковича, назначить дату переголосования второго тура и срочно внести изменения в закон о выборах президента. Оппозиция настаивает на необходимости прописать в законе саму возможность переголосования второго тура и исключить возможность голосования по открепительным удостоверениям. Тимошенко даже угрожает Кучме возбуждением уголовного дела за бездействие и измену Украине.
Ющенко позже заявляет, что не намерен участвовать в переговорах об урегулировании кризиса, если речь на них будет идти о проведении повторных президентских выборов (на чём настаивают Кучма и Янукович) — а не о переголосовании второго тура.
Европарламент высказывается фактически в поддержку Ющенко, приняв резолюцию с призывом аннулировать результаты второго тура и до конца года провести переголосование с участием международных наблюдателей. При этом европарламентарии также призывают оппозицию обеспечить нормальное функционирование органов власти и отказаться от блокады административных зданий.

#### Кучма едет в Москву
В свою очередь, действующий президент Л. Кучма совершает блиц-визит в Россию, где в правительственном аэропорту Внуково-2 накануне вылета российского президента в Индию осуждает поведение оппозиции. Оба президента сходятся в неприятии идеи переголосования второго тура. Беседу двух президентов в течение почти десяти минут транслируют государственные российские каналы. Это говорит о том, что обе стороны не только придают встрече особое значение, но и хотят, чтобы она стала своего рода сигналом Западу: украинский кризис должен решаться при активном участии Москвы.
После возвращения из Москвы Кучма переходит в контратаку. Он категорически отказывается от предложения европейских посредников провести переголосование второго тура, а в качестве условия отставки правительства требует срочного принятия парламентом закона о политической реформе.
Эта реформа предполагает превращение Украины в парламентскую республику, где ключевым будет пост премьера, а президент становится преимущественно церемониальной фигурой.

#### Реакция на визит Кучмы
Это означает фактический срыв переговоров с оппозицией и переход к конфронтации с Западом. Именно так расценивает действия президента оппозиция, заявившая о срыве переговорного процесса. Ющенко заявляет, что визит Кучмы в Москву не поможет разрешению кризиса, поскольку «источник власти находится на Украине — и это народ».
Президент США Дж. Буш, однако, делает ответное принципиальное заявление по Украине: «Новое голосование (если оно состоится) должно быть свободно от любого вмешательства извне».
И даже президент Узбекистана И. Каримов, который ранее, как и российский президент, поздравил Виктора Януковича с победой, заявляет на пресс-конференции, что «чрезмерная демонстрация Россией своего желания увидеть определённые результаты голосования наносит больше вреда, чем пользы».

### 3 декабря
Верховный суд Украины частично удовлетворяет иск Ющенко, признав, что Центризбирком нарушил шесть статей закона о ЦИК и восемь — закона о выборах президента. Участники президентской кампании, по мнению суда, не имели равного доступа к СМИ, а должностные лица исполнительной власти и местного самоуправления не соблюдали запрета на предвыборную агитацию. В итоге суд считает невозможным «установить результаты реального волеизъявления избирателей». Суд, однако, отказывает в признании Ющенко президентом по итогам первого тура (поскольку 31 октября ни один из кандидатов не набрал более 50 % голосов). но назначает переголосование второго тура на 26 декабря. Это решение высшей судебной инстанции окончательное и обжалованию не подлежит. В тот же день ЦИК назначает «заключительный» второй тур на 26 декабря.
Сторонники Ющенко пытаются добиться от президента подписания решений об отставке правительства и об изменении состава ЦИКа. Кучма отказывается, выдвигая встречное условие — чтобы оппозиция вначале утвердила в Верховной Раде закон о проведении политической реформы, которая значительно ограничит полномочия нового президента.
Тем временем Верховная Рада голосует за то, чтобы обратиться к президенту Кучме с призывом вывести украинских военнослужащих из Ирака.

### 4—5 декабря
Президент Кучма, ранее резко осудивший идею «третьего тура», никак не комментирует решение Верховного суда. Тему переголосования он обсуждает по телефону с Владимиром Путиным, но подробности телефонного разговора не обнародуются.
Виктор Янукович заявляет, что он вынужден выполнять судебный вердикт и не намерен снимать свою кандидатуру. Но близкие к президенту политики всё настойчивее предлагают премьер-министру отказаться от участия в гонке, чтобы вынудить Ющенко поступить так же.
В Харькове проходит съезд советов всех уровней, на котором присутствуют преимущественно делегаты из восточных областей. Многие делегаты из западных украинских областей отказываются участвовать в нём. Участники съезда обращаются к Януковичу и Ющенко с требованием отказаться от участия в переголосовании и просят Конституционный суд признать решение Верховного суда «политически ангажированным и незаконно вмешивающимся в компетенцию ЦИКа». На съезде уже не звучат призывы к отделению восточных областей, но в решении снова содержится угроза: если Ющенко победит, то восток и юг Украины будут противостоять «оранжевому насилию», которое придёт к власти на волне незаконных уличных акций.
Мнения и решения участников съезда направлены против обоих кандидатов на пост президента, и почти в каждом выступлении звучит мысль о том, что только Леонид Кучма способен справиться с кризисной ситуацией в экономике и политике.
Конфликт между сторонниками Ющенко фактически блокирует работу Верховной Рады, и председатель парламента В. Литвин объявляет перерыв в работе. Депутаты от Социалистической и Коммунистической партий согласны голосовать за изменения в законе о выборах, на которых настаивает Ющенко, только если оппозиция поддержит конституционные реформы, направленные на передачу ряда президентских полномочий премьер-министру — иными словами, предлагается голосование единым пакетом. Ющенко заявляет, что конституционные реформы будут рассмотрены лишь после выборов. Социалисты сомневаются в том, что это действительно будет сделано — тем более что Ю. Тимошенко заявляет о своих претензиях на пост премьер-министра, который ранее был обещан лидеру социалистов Александру Морозу. Именно под это решение многие депутаты из бывших пропрезидентских фракций в Раде не просто согласились поддержать инициативы Ющенко своими голосами, но даже решились объявить о выходе из состава своих фракций.
Волна протестов в Киеве постепенно стихает, но участники Оранжевой революции остаются на площади Независимости.

### 6 декабря
В. Янукович появляется на публике впервые после 3 декабря, когда Верховный суд Украины удовлетворил требование оппозиции о переголосовании второго тура выборов президента. Выступая по донецкому телевидению, премьер-министр объявляет, что, несмотря на оказываемое на него давление, он не снимет свою кандидатуру, а на время избирательной кампании уходит в отпуск.
Сообщив о назначении руководителем своего штаба депутата Т. Чорновила вместо ушедшего в отставку С. Тигипко, премьер заявляет, что таким образом его «команда очистилась от трусов и случайных людей» и объявляет о переходе в оппозицию украинской власти, которую представляет президент Кучма.
Однако ещё до этого выступления президент Кучма в интервью «The New York Time» заявляет, что на месте Виктора Януковича не стал бы участвовать в переголосовании второго тура президентских выборов. На совещании с правительством Л. Кучма говорит, что решение Верховного суда нужно выполнять — более того, он объявляет, что готов подписать решение Рады о смене правительства, поправки к закону о выборах президента, а также оперативно рассмотреть смену состава ЦИКа — но только после того, как парламент внесёт изменения в конституцию.
Таким образом, Л. Кучма даёт понять, что он готов к сделке: отставка правительства Януковича и «зелёная улица» к президентскому креслу для В. Ющенко в обмен на изменения конституции, перераспределяющие полномочия в пользу премьера, пост которого в будущем может занять ставленник нынешнего президента.
Находясь с визитом в Турции, российский президент В. Путин даёт свою оценку ситуации на постсоветском пространстве и роли России: «Если мы позволим на постсоветском пространстве каждый раз подгонять действующий закон под ту или иную ситуацию, под ту или иную политическую силу, это не приведёт к стабильности, а, наоборот, будет дестабилизовать этот большой и очень важный регион мира. Вот что я считаю абсолютно не допустимым, а, наоборот, контрпродуктивным».
Тем временем оппозиция выдвигает ряд новых условий. Парламентская фракция Виктора Ющенко «Наша Украина» заявляет, что согласна поддержать пакетное голосование по поправкам в конституцию и закон о выборах президента, если в отставку будут отправлены глава МВД Н. Билоконь, генпрокурор Геннадий Васильев, а также губернаторы Донецкой, Луганской, Харьковской, Закарпатской и Сумской областей, которые пытаются создать на базе своих регионов автономную республику.
В Киев снова прибыли посредники — президенты Польши и Литвы А. Квасьневский и В. Адамкус, верховный представитель ЕС по внешней политике и безопасности Х. Солана, генеральный секретарь ОБСЕ Я. Кубиш и спикер Госдумы Б. Грызлов. Очередной украинский круглый стол с участием международных посредников проходит поздно вечером. Уже третий визит иностранных посредников необходим прежде всего для того, чтобы подтолкнуть парламент к принятию изменений в конституцию и закон о выборах президента, президента — к их подписанию, а премьера Януковича — к отставке.
Вечером фракция «Наша Украина» и фракции бывшего парламентского большинства объявляют, что согласовали изменения в конституцию. Согласно договорённостям, изменения в основной закон вступают в действие до 1 сентября 2005 года в случае, если до этого времени будут одобрены изменения в законе о местном самоуправлении. В противном случае политическая реформа вступает в силу с 1 января 2006 года.
Оппозиция также требует, чтобы Кучма прямо в зале Рады перед началом голосования за изменения в конституцию подписал указ об отставке правительства Виктора Януковича и ЦИКа.
К переговорам тем временем пытается подключиться ещё одна сила — лидеры молодёжной организации «Пора!», которая играет ключевую роль в «оранжевой революции», требует от лидеров оппозиции и западных посредников прекратить переговоры с «преступным режимом» либо вести их в открытом режиме. В противном случае «Пора» угрожает блокировать все подобные встречи.

### 7 декабря
Новый руководитель штаба Януковича Т. Чорновил в интервью радиостанции «Эхо Москвы» утверждает, что премьер-министр более не является кандидатом «партии власти», а Кучма, вероятно, будет поддерживать Ющенко.
По мнению специалистов, Кучма действительно согласен помочь Ющенко избраться президентом в обмен на сокращение полномочий главы государства в рамках конституционной реформы. Однако шестичасовые переговоры по обсуждению путей выхода из кризиса вместе с международными посредниками не позволяют сторонам прийти к согласию. Ющенко настаивает на отставке Януковича, а Кучма лишь соглашается отправить премьера в отпуск.
Кучма прямо обвиняет оппозицию в срыве переговоров. Позже его фактически поддерживает и недавний союзник Ющенко, лидер Социалистической партии А. Мороз, последовательный сторонник ограничения президентской власти. Он полагает, что Ющенко и его сторонники желают отказаться от договоренностей о проведении реформы.
В итоге никаких поправок Верховная Рада не принимает, а Кучма отправляет Януковича в отпуск, назначив и. о. премьера первого вице-премьера Н. Азарова. Азаров возглавляет политический совет Партии регионов, лидером которой является Янукович.
Между тем становится известно, что государственный департамент США выделит $3 млн на проведение второго тура президентских выборов на Украине. Об этом заявляет сенатор Р. Лугар, выступая на слушаниях по ситуации на Украине, которые прошли в американском конгрессе. Выделяемые средства будут потрачены на поддержку деятельности международных наблюдателей, проведение экзит-поллов, параллельный подсчёт голосов.
Сторонники Ющенко продолжают блокировать административные здания. При этом они заявляют, что подчиняются не самому Ющенко, а руководству молодёжной общественной организации «Пора!». Когда соратники Ющенко попытались заявить о закрытии палаточного городка на Крещатике, «Пора» обвинила оппозицию в предательстве и игнорировании интересов народа. Лидеры организации подчеркнули, что избиратели вышли на улицы для защиты собственных прав и свобод. И поскольку они не считают, что одержали победу, то не намерены расходиться.
Для Ющенко продолжающиеся акции протеста очень удобны, потому что многотысячный митинг в центре Киева в любой момент можно использовать в качестве рычага давления на власть.
В окружении Виктора Януковича ситуация меняется — его бывшие ближайшие соратники покидают лагерь своего кандидата. От сотрудничества с Януковичем отказался даже С. Гавриш, представлявший интересы премьера в Центризбиркоме и Верховном суде. В спешном порядке формируется новый штаб Януковича, а его новое окружение обвиняет Кучму в двойной игре и заявляет, что отныне кандидат переходит в оппозицию президенту.

### 8 декабря
Уходящий президент Кучма всё же добился сокращения полномочий своего преемника. Верховная рада большинством голосов приняла поправки к конституции, превращающие Украину в парламентскую республику. За их поддержку оппозиция во главе с Ющенко получила закон, легализующий «третий тур» президентских выборов.
На заседании Рады присутствуют 442 депутата (из 450) и действующий президент Кучма. При необходимых 300 голосах за принятие согласованного пакета из трёх законов голосуют 402 депутата. Первый закон вносит поправки к Конституции, перераспределяющие полномочия между президентом, парламентом и премьером. Второй легализует назначенное на 26 декабря переголосование второго тура президентских выборов и сокращает возможности голосования на дому и по открепительным талонам (оппозиция убеждена, что именно они использовались властями для фальсификации). Третий вносит поправки в Конституцию, предоставляющие президенту право назначать местных глав по представлению правительства.
Кучма и спикер Рады Владимир Литвин тут же в зале подписывают первые 2 закона (3-й проголосован только в первом чтении и отправлен на экспертизу в Конституционный суд). Поправки к закону о президентских выборах вступают в силу немедленно, а конституционная реформа начнёт реализовываться с 1 сентября 2005 года при условии, что до этого времени будет окончательно принят третий закон. В противном случае реформа будет запущена только с 1 января 2006 года.
С этого дня срок полномочий парламента увеличивается с четырёх до пяти лет. Украина превращается в парламентскую республику. Президент должен будет официально вносить в Раду кандидатуру премьера, которую ему предварительно предложит парламентское большинство. Членов правительства президент назначать не сможет — ему оставлено только право представлять депутатам министров обороны и иностранных дел. Всех остальных им будет предлагать премьер. Назначать губернаторов президент сможет только по представлению правительства. Расширяются права регионов, что позволит уменьшить напряжённость между востоком и западом.
Оппозиция долгое время выдвигала в качестве обязательного условия своей поддержки конституционной реформы отставку правительства Виктора Януковича. Однако Кучма категорически отказался его увольнять, и в этой ситуации между лидерами оппозиции происходит конфликт. Ющенко и его фракция «Наша Украина» (101 депутат) соглашаются всё-таки пойти на сделку с Кучмой, а их союзники из фракции «Блок Юлии Тимошенко» (19 депутатов) решают голосовать против. После голосования сама Тимошенко заявляет, что в Раде произошло «торжество Кучмы», а её фракция оспорит принятые поправки в Конституционном суде.
Удовлетворены 2 других требования оппозиции — отправлен в отставку генпрокурор Г. Васильев и Рада изменила состав Центризбиркома. Четверо из 15 членов комиссии в новый состав не попали, в их числе экс-председатель ЦИК С. Кивалов, представлявший партию Януковича «Регионы Украины». Новым председателем избран Я. Давидович, один из членов ЦИК, отказавшихся подписать протокол о победе Януковича во втором туре. В Центризбиркоме остался фактически только один представитель Януковича — М. Охендовский.
Чисткой ЦИК, в свою очередь, недоволен Янукович, который заявляет: «Решения в парламенте принимаются под давлением улицы и с помощью тех трусов и предателей, которые идут на это беззаконие, пряча свою дешёвенькую душу под лавку». Негодование Януковича разделяет спикер российской Госдумы Б. Грызлов, по мнению которого «весь послевыборный процесс на Украине идёт вне рамок правового поля». Запад, напротив, выражает своё удовлетворение достигнутым соглашением.
К удивлению многих, соратники Ющенко в Раде перед пакетным голосованием выставили лишь требование об отставке генпрокурора. Они уже не требовали отставки премьера Януковича, главы МВД и губернаторов восточных областей, которые намеревались создать автономную республику. Как полагают, смена позиции фракции «Наша Украина», имеющей в парламенте 101 место из 450, была вызвана пониманием того, что конституционная реформа может быть принята и без неё, так как для этого нужно 300 голосов. Но в таком случае Ющенко мог не получить поправки к закону о выборах и решение о смене состава Центризбиркома.
Вечером украинская оппозиция «закрывает» начатую ею Оранжевую революцию. Ющенко впервые за три дня появляется на майдане Незалежности и выступает перед вновь собравшимися почти в полном составе сторонниками. Он объявляет, что до окончательной победы остался всего один шаг — голосование 26 декабря. Пока же, по его словам, все могут возвращаться на учёбу и работу. Останется только палаточный городок на Крещатике — он простоит здесь до окончания выборов и провозглашения Виктора Ющенко их победителем. Кроме того, до этого момента в осаде останется и администрация президента. Остальные здания — например, кабинет министров — уже разблокированы. Хотя пикеты не убраны.
Оппозиция получила то, что хотела и ради чего согласилась на политическую реформу — изменения в закон о выборах президента предусматривают новую схему формирования участковых избиркомов, при которой представители двух кандидатов будут иметь равные права. Кроме того, парламент сократил максимальное количество открепительных удостоверений (талонов) до 0,5 % от числа всех избирателей Украины (раньше было 4 %). Более того, при получении открепительного удостоверения избирателю в паспорте или другом документе, удостоверяющем его личность, будет ставиться соответствующая отметка, которая должна погашаться на участке, когда он проголосует. А голосовать дома теперь могут только инвалиды 1-й группы.

### 9—25 декабря

#### Леонид Кучма
Получив конституционную реформу, к которой он стремился последние два года, Кучма выступает в роли стороннего арбитра, радеющего за сохранение единства страны и украинского народа.
Кучма подписывает указ о присвоении спикеру парламента В. Литвину звания Героя Украины с вручением ему ордена Державы. Как сообщает пресс-служба президента, высокое звание присвоено спикеру «за выдающиеся личные заслуги перед Украиной в развитии государственного строительства, реформировании политической системы, утверждение идеалов гражданского единства и согласия в обществе». Иными словами, В. Литвин стал героем за то, что руководимый им парламент утвердил политическую реформу, которую Кучма пытался реализовать последние 2 года.
Вместо отправленного в отставку по требованию оппозиции генерального прокурора Г. Васильева президент Кучма назначает С. Пискуна, уволенного с этого поста в 2003 году и восстановленного судом.
Президент увольняет ряд губернаторов, которые демонстрировали полную лояльность центральной власти — в том числе руководителя Харьковской области Кушнарёва, который первоначально поддержал инициативу о проведении референдума об отделении от Украины восточных областей. Уволен губернатор Львовской области А. Сендега за то, что не обеспечил контроль над соблюдением законодательства во время голосования на выборах президента.
Кучма увольняет В. Базива с должностей руководителя главного аналитического управления администрации президента и замглавы администрации.
Глава администрации президента Украины и лидер Социал-демократической партии (объединённой) В. Медведчук сам подаёт Кучме заявление об отставке, намереваясь сосредоточиться на парламентских выборах 2006 года. Медведчук до своего назначения в администрацию в 2002 году был депутатом Верховной Рады. Летом 2002 года он сложил депутатские полномочия, оставив руководство фракцией Кравчуку, а сам принял предложение Кучмы занять пост главы администрации, который стал вакантным после того, как В. Литвин возглавил провластный блок «За единую Украину!», а затем был избран спикером. По некоторым данным, идея проведения политической реформы, целью которой было ограничение полномочий будущего президента и передача их парламенту и премьеру, принадлежит именно ему. Теперь он сосредоточит свои усилия на создании новой коалиции в нынешней Раде. Он также попытается занять ключевое место (для себя и своей партии) в парламенте образца 2006 года, который будет обладать большими, чем сейчас, полномочиями.
Кучма встречается с делегацией американских конгрессменов. Конгрессмен Рорабейкер, автор законопроекта, предусматривающего персональные санкции против высокопоставленных украинских чиновников в случае фальсификации президентских выборов 2004 года, после беседы с президентом Кучмой и спикером Владимиром Литвиным заявляет, что «необходимость в санкциях отпала», поскольку власть «сделала все шаги для проведения честных и прозрачных выборов».
Зять президента Кучмы, известный украинский бизнесмен В. Пинчук, заявляет, что абсолютно уверен в победе Ющенко. Эта убеждённость, по его словам, основана на том, что он несколько раз посещал майдан в разгар «Оранжевой революции» и знает настроения украинских граждан. При этом зять президента опровергает слухи о своем участии в финансировании акций протеста.
Пинчук уже во второй раз посещает Тбилиси и, как утверждают, встречается с президентом Саакашвили, который, как известно, дружит с Ющенко и носит оранжевый галстук в знак поддержки украинской революции.

#### Виктор Янукович
Янукович все эти дни курсирует между Киевом, Донецком и другими городами Восточной и Южной Украины. Он делает заявления, которые подтверждают, что новый штаб кандидата радикально изменил акценты предвыборной кампании. Янукович теперь предстаёт в образе оппозиционера, которого в период выборов власть угнетала и эксплуатировала, создав ему непривлекательный имидж. При этом сам Янукович, будучи простым тружеником, не догадывающимся о цинизме киевских политиков, не смог вовремя распознать истинное отношение к нему бывших соратников и поэтому не противостоял им.
Ющенко в заявлениях Януковича выглядит как партнёр Кучмы и как политик, долгое время находившийся при власти и использующий маску оппозиционера для расширения своего влияния.
Янукович обещает, придя к власти, расширить полномочия региональных властей. Он не исключает, что в будущем Украина станет федеративным государством, хотя подчеркивает, что вопрос об отделении части территорий рассматриваться не будет. Янукович подтверждает своё намерение ввести двойное гражданство с Россией и придать русскому языку на Украине статус второго государственного.
Встречаясь с иностранными дипломатами, аккредитованными на Украине, Янукович излагает своё видение внешней политики страны. Ключевой пункт его платформы состоит в том, что Украина намерена углублять взаимовыгодное сотрудничество с Евросоюзом, Россией, США и Китаем.
Приоритетными для Януковича являются отношения с ЕС. Он также высказался за скорейшее достижение Украиной стандартов НАТО и назвал логичным её стремление вступить в этот блок, который является наиболее вероятным гарантом безопасности и стабильности в Европе.
Фракция партии Януковича «Регионы Украины» объявляет, что будет добиваться создания парламентской следственной комиссии «для прояснения источников финансирования избирательной кампании Ющенко в связи с информацией о финансировании её правительством США».

#### Виктор Ющенко
Ющенко меняет стратегию. Если раньше он строил кампанию на борьбе с властью, то теперь он делает упор на свою экономическую и социальную программу. «До сих пор Виктор Ющенко имел образ оратора на митингах. Ющенко „третьего тура“ — это человек, который предложит своё видение, своё понимание будущей успешной Украины», — рассказывал 9 декабря руководитель избирательного штаба оппозиции А. Зинченко. В то же время Ющенко, как и прежде, считает себя оппозицией и обещает изменить всю вертикаль власти в случае своей победы.
В графике своих поездок по Украине Ющенко делает упор на восточные и южные регионы, особенно Донецкую, Луганскую и Харьковскую области — оплот Януковича во втором туре.
Тимошенко подчеркивает, что Ющенко после победы полностью обновит кадровый состав органов власти и в его команде не будет места представителям окружения Кучмы и «донецкого клана».
10 декабря Ющенко вылетает на обследование в австрийскую клинику «Rudolfinerhaus». Перед отлётом он проводит пресс-конференцию, где заявляет, что, безусловно, был отравлен, а целью отравления было убийство. В Вене у Ющенко берут на анализ кровь.
11 декабря директор клиники М. Цимпфер и лечащий врач Ющенко созывают пресс-конференцию, на которой заявляют, что, как показали анализы, речь однозначно идёт о попытке отравления диоксинами. По словам Цимпфера, установлено, что Ющенко был отравлен диоксином, попавшим в его организм с едой или питьём. Цимпфер не исключает преднамеренного отравления. Точную дату отравления врачам установить не удалось. По версии самого Ющенко, он почувствовал себя плохо вскоре после ужина с главой службы безопасности Украины И. Смешко и его заместителем В. Сацюком на даче у последнего.
Из «Rudolfinerhaus» уволен главный врач Л. Вике, который в сентябре опровергал версию об отравлении Ющенко.
Окружение Ющенко обвиняет в причастности к отравлению российские спецслужбы.
Генеральная прокуратура Украины, возглавляемая Святославом Пискуном, объявляет о повторном возбуждении уголовного дела по факту отравления кандидата в президенты, которое «за отсутствием состава преступления» было закрыто в октябре генпрокурором Васильевым.
Тема отравления снова занимает центральное место в избирательной кампании лидера украинской оппозиции.
Киевский апелляционный суд срочно рассматривает иск о незаконности совмещения Сацюком должности в структурах исполнительной власти с депутатским мандатом, поданный ещё в июле этого года. Принимается решение лишить его депутатских полномочий и, соответственно, неприкосновенности. Чтобы не допустить публичной расправы, президент Кучма вынужден подписать указ об увольнении Сацюка с должности замглавы СБУ, потребовав от суда восстановить его депутатский статус. В мае 2004 именно Кучма фактически делегировал Сацюка в СБУ, чтобы придать деятельности этой спецслужбы большую прозрачность.
Оппозиция всё это время продолжает блокировать президентскую резиденцию в Конча-Заспе и сохраняет палаточный городок на Крещатике.
20 декабря руководство украинской оппозиции объявляет, что снова выводит народ на улицу — 22 декабря в Киеве проводится массовая акция под лозунгом «Да — честным выборам!».
Оппозиция распространяет слухи о готовящихся беспорядках сразу после голосования 26 декабря, утверждая, что сторонники Виктора Януковича приобрели у Черноморского флота РФ оружие для организации провокаций, направленных на срыв выборов. Часть оружия якобы уже передана так называемым отрядам самообороны.

#### Россия
Руководство России, чувствуя, что победу в третьем туре скорее всего одержит Виктор Ющенко, меняет своё отношение к нему. В. Путин, встречаясь с испанским премьером Л. Сапатеро, неожиданно заявляет: «Если Украина хочет вступить в ЕС, если её принимают — нам остаётся только порадоваться». Это высказывание российского президента расценивается как жест примирения в адрес Ющенко, который активно выступает за вступление Украины в Евросоюз. Во время своего визита в Германию Владимир Путин фактически объявляет на пресс-конференции в Шлезвиге 21 декабря о своей готовности к диалогу с Ющенко. При этом Россия не прекращает обвинять Запад во вмешательстве во внутренние дела суверенной Украины.
На принципиальную готовность России к диалогу Ющенко отвечает в тот же день, уверяя Россию в полной своей лояльности. По его словам, сотрудничество с Россией является для Украины стратегическим приоритетом и первый визит в качестве президента Украины Ющенко планирует совершить в Москву.
Встречаясь с российскими журналистами, Ющенко подчёркивает, что Россия для Украины всегда и при любой власти останется главным стратегическим партнёром. Правда, он упрекнул Россию за то, что она некорректно поддержала одного из кандидатов, чем унизила украинский народ. «Восстановить доброе отношения украинцев к России после того, что произошло в эту предвыборную кампанию, будет сложнее, чем нормализовать межгосударственные отношения. Но мы это сделаем», — пообещал Ющенко.
Обсуждая вопрос о русском языке на Украине, он подчеркнул, что на посту президента сделает всё, чтобы русскоязычное население не чувствовало себя ущемлённым в правах. По его словам, русские школы закрывала не оппозиция, а нынешняя власть, которая привыкла использовать карту русского языка и двойного гражданства только как разменную монету в предвыборных играх.
Ющенко заверил, что он никогда не выступал против идеи Единого экономического пространства, но считает нужным сначала изучить уже подписанные документы. По словам Ющенко, новая власть сначала активизирует двусторонние экономические связи с Россией через согласование законодательной базы.

#### Запад
В западной печати публикуется информация о том, что за последние 2 года из госбюджета США на Украину через неправительственные структуры поступили 65 млн долларов. По заявлению американских официальных лиц, это финансирование не являлось попыткой повлиять на результаты украинских выборов — помощь якобы оказывалась в рамках программы поддержки демократии в мире, на которую Госдепартамент ежегодно выделяет миллиард долларов.
В списке неправительственных организаций, через которые переводились средства на Украину, числится Международный республиканский институт. Именно он взял на себя расходы по организации поездки Ющенко в Вашингтон в феврале 2003 года и организовал его встречу с вице-президентом Д. Чейни, первым заместителем госсекретаря Р. Армитиджем и конгрессменами. В финансировании «экзит-поллов» на выходе с избирательных участков также использованы средства из американского бюджета.

### 26 декабря. Переголосование второго тура

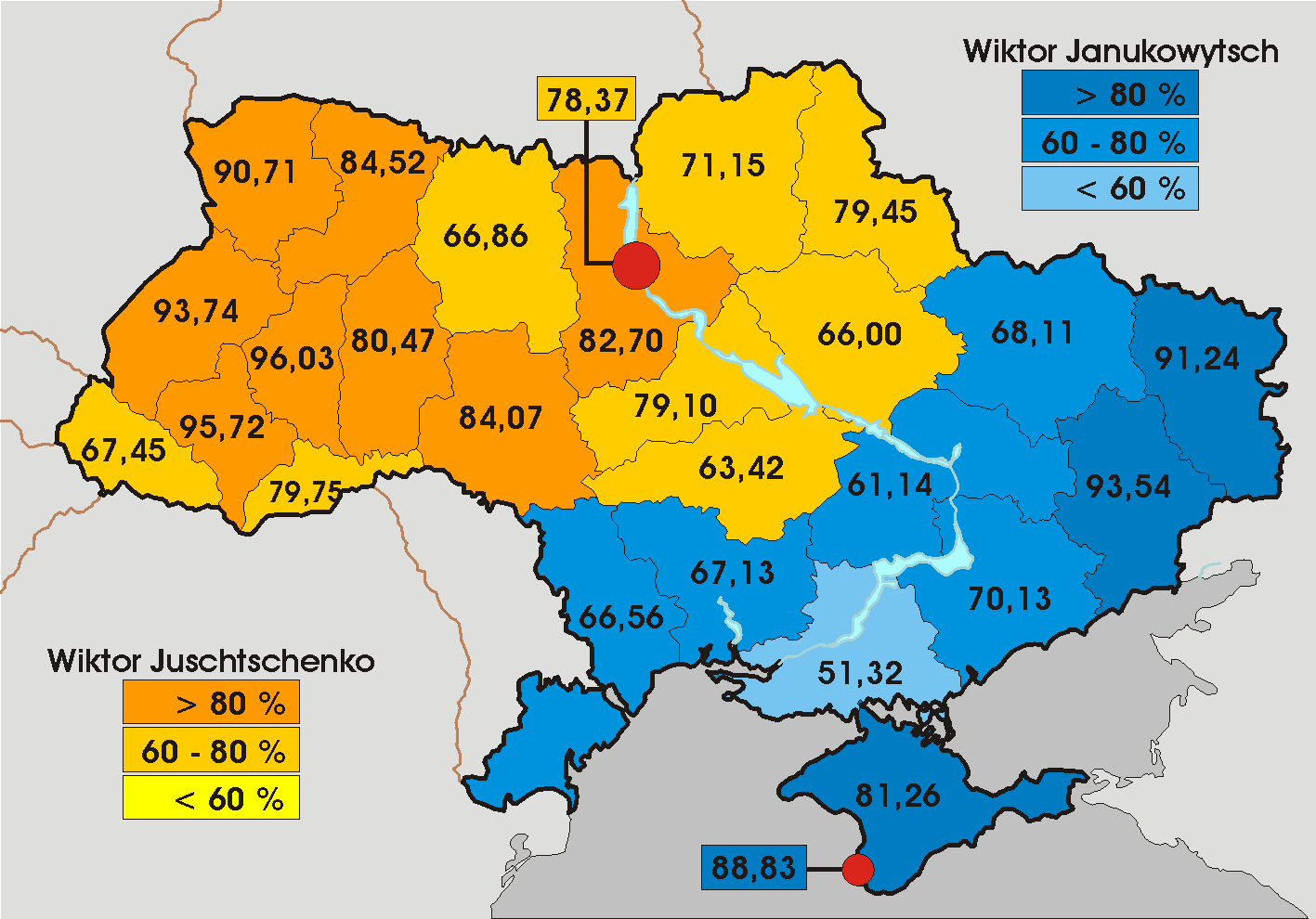
Переголосование 26 декабря 2004 года — по результатам подсчёта 99,9 % бюллетеней

#### Победа Ющенко
Ющенко выиграл «третий тур» президентских выборов на Украине.
По официальным данным ЦИК, опубликованным 20 января 2005 года Ющенко набрал 51,99 % (15,1 млн) голосов избирателей, а Янукович — 44,2 % (12,8 млн). Как и в первых турах, страна разделилась почти пополам: западные и центральные области голосовали за Ющенко, а восточные и южные — за Януковича.
По сравнению со вторым туром активность украинских избирателей снизилась до 77,19 % (во втором туре — 80,4 %, в первом — 74,54 %). Сильнее всего упала явка в регионах, поддерживавших Януковича: в Донецкой области — на 0,5 млн человек, в Днепропетровской — на 193 000, в Луганской — на 165 000.
«Четырнадцать лет мы были независимы, теперь мы стали свободны», — заявил Ющенко в ночь после выборов на митинге своих сторонников

#### Зарубежная реакция
Первое поздравление Ющенко пришло от президента Грузии М. Саакашвили. Вторым поздравил президент Польши А. Квасьневский. К вечеру 27 декабря с высокой оценкой выборов выступили руководители Евросоюза. Госсекретарь США К. Пауэлл похвалил украинцев за «мужество, которое они продемонстрировали в отстаивании своих демократических прав», но воздержался от поздравлений в адрес Ющенко. Никак не выразил своего отношения к выборам В. Путин. В то же время исполнительный секретарь СНГ В. Рушайло сделал заявление в Ташкенте, где 26 декабря также прошли выборы. Рушайло выразил сомнение в легитимности украинских выборов, поставив им в пример узбекские.

#### Реакция Януковича
Но вечером 27 декабря Янукович заявил, что не признает поражения. По его мнению, власть лишила права голоса 4,8 млн инвалидов и стариков, разрешив голосовать на дому только инвалидам первой группы. По данным Януковича, прямо на избирательных участках или сразу после голосования умерло не меньше восьми избирателей
«Я никогда не признаю такого поражения, потому что были нарушены конституция и права человека, и при этом погибли люди», — заявил премьер и пообещал добиваться отмены результатов голосования в коллегии Верховного суда.
Виктор Янукович считает, что победу ему помешало одержать целенаправленное вмешательство США во внутренние дела Украины, тогда как российская поддержка его кандидатуры носила спонтанный, эпизодический характер.
Он заявил, что никогда не признает Ющенко, его команду и те принципы, по которым она работает. Янукович намерен уйти в «жёсткую оппозицию» и завоевать большинство в парламенте в 2006 году.

#### Реакция бизнеса
По мнению специалистов, Януковичу вряд ли удастся повторить успех Ющенко, добившегося отмены результатов второго тура, поскольку он не пользуется поддержкой ни одного из украинских финансово-политических кланов, которые уже готовы принять победу Ющенко.
По некоторым данным, крупнейший донецкий металлургический магнат Р. Ахметов уже высказал готовность работать с новой властью, поскольку ориентированный на европейскую интеграцию Ющенко может оказаться лучшим, нежели Янукович, защитником интересов Ахметова в его конкурентной борьбе с российскими металлургами на европейских рынках. Аналогичные позиции занял и зять действующего президента Кучмы, В. Пинчук (сталелитейная корпорация «Интерпайп»). Таким образом, большой бизнес демонстрирует, что готов играть по новым правилам, которые команда Ющенко обещает ввести в экономику.

#### Намерения Ющенко
Формально Центризбирком не имеет права объявить окончательные итоги выборов и назвать имя победителя, пока не завершатся все судебные тяжбы. Однако секретарь ЦИК С. Дубовик заявил, что во время голосования серьёзных нарушений не было. Слова представителя ЦИКа официально подтвердили миссии наблюдателей от ОБСЕ и США. О массовых нарушениях заявила только миссия наблюдателей от СНГ.
Ющенко в интервью газете «Известия» практически повторил всё, что он сказал российским корреспондентам перед выборами — что первый свой зарубежный визит он планирует в Москву, что в составе его фракции «Наша Украина» нет ни одной партии, которая выступает против развития Российско-украинские отношения, что вопрос об украинском членстве в ЕЭП требует внимательного изучения, и что вопрос об изменении статуса русского языка на Украине в ближайшее время подниматься не будет.

#### РеакцияПатриархаРПЦ
Патриарх Московский и всея Руси Алексий II 27 декабря 2004 года на встрече с украинскими казаками высказал опасения за судьбу Украинской православной церкви Московского патриархата после победы Виктора Ющенко на президентских выборах. «К сожалению, среди тех, кто активно поддерживал избранного президентом кандидата от оппозиции, были раскольники и униаты, поэтому существует опасение, что каноническая Украинская православная церковь в новых условиях будет испытывать определённые трудности и вступит в сложный период своего бытия», — заявил патриарх. Глава Русской православной церкви поблагодарил представителей казачества за то, что они взяли под свою охрану Киево-Печерскую и Почаевскую лавры, святыни Украинской православной церкви. «Я думаю, что сейчас это особенно важно и актуально. В связи со сложной политической обстановкой, которая в последнее время сложилась на Украине, против канонической православной церкви могут быть организованы провокации и нападения», — предостерёг Алексий II.

#### Смерть министра транспорта и связи
27 декабря вечером на даче под Киевом найден мёртвым министр транспорта и связи Украины Г. Кирпа. В результате вскрытия установлено, что причиной смерти стало сквозное одиночное пулевое ранение в правую височную область головы.
По факту случившегося генеральная прокуратура Украины возбудила уголовное дело по ст. 120 Уголовного кодекса («Доведение до самоубийства»).
Г. Кирпа возглавил министерство транспорта в 2002 году. Он считался одним из самых влиятельных и богатых людей на Украине и какое-то время рассматривался в качестве наиболее вероятного кандидата на пост премьер-министра, чтобы стать преемником Кучмы на посту президента страны.
По некоторым предположениям, самоубийство одного из ключевых членов команды Януковича может быть связано с его ролью в избирательной кампании.
Одновременно возбуждено ещё одно уголовное дело по статье «Доведение до самоубийства» — речь идёт о главе правления Укркредитбанка Ю. Ляхе, который был найден мёртвым в своём кабинете ещё 3 декабря. Ю. Лях входил в так называемую «киевскую семёрку» вместе с главой администрации президента В. Медведчуком и финансовым магнатом Г. Суркисом.
По мнению деятелей оппозиции, оба эти инцидента могли быть результатом сведения счётов между членами команды действующего президента Кучмы или попыткой скрыть финансовые злоупотребления — указывается, например, что Кирпа в своё время передал десять тысяч вагонов подвижного состава «Укрзализници» (укр. «Укрзалізниця») (Украинской железной дороги) в управление частным фирмам, которые контролируются Януковичем, зятем Кучмы Пинчуком и сыном Кирпы. Министерство Кирпы также организовывало доставку сторонников Януковича из восточных регионов в Киев во время «оранжевой революции».

#### Сторонники Ющенко не допускают Виктора Януковича в здание Кабинета Министров
29 декабря по призыву Ющенко его сторонники блокировали здание кабинета министров, заявив, что будут пропускать всех, кроме Януковича, который 28 декабря вышел из отпуска. Протестующие требуют отставки премьер-министра.
Между тем, сам Виктор Янукович не только не был намерен уходить в отставку, но начал борьбу за пересмотр итогов выборов, подав в ЦИК и Верховный суд несколько жалоб на нарушения в ходе выборов.
На заседании Кабинета Министров он так и не появился. Заседание Кабинета, тем не менее, прошло в одном из офисов Министерства финансов под председательством первого вице-премьер-министра Азарова.
Сторонники Ющенко сняли блокаду здания, как только получили от министра Толстоухова заверения в том, что до Нового года Янукович в здание не войдёт.
«Оранжевая принцесса» Ю. Тимошенко 29 декабря в Донецке начала переговоры с Р. Ахметовым с целью выстраивания отношений между государственной властью и донецкими финансовыми кругами. Ахметов — миллиардер и владелец футбольного клуба «Шахтёр» (Донецк), собственник нескольких крупнейших горно-обогатительных комбинатов. Цель Тимошенко — убедить Ахметова отказаться от поддержки Януковича на парламентских выборах.

## Характер революции
В начале января 2005 года появилось броское определение, что Оранжевая революция была «революцией миллионеров против миллиардеров» — историки определяют эту фразу как сказанную в шутку: «Оранжевую революцию трактовали в шутку как „бунт миллионеров против миллиардеров (Ахметов, Пинчук)“». Придумал эту фразу, наверное, известный западный политолог, который специализировался по России-Украине — Андерс Ослунд (на авторство претендует также экс-советник Кучмы — Д. Выдрин).
Толчком к протестам явились массовое недоверие к официальным итогам президентских выборов-2004 и очевидные признаки фальсификации выборов.
Политологи относят оранжевую революцию к ряду революций 2000-х годов, включая революцию роз в Грузии 2003 года и тюльпановую 2005 года в Кыргызстане, называемых цветными революциями.

## Оранжевый и синий Майданы
Уже после «Оранжевой революции» политологи стали говорить, что кроме «оранжевого» Майдана был ещё и «синий». Однако, «синего» Майдана, в смысле вече народа, движения народа, не было — «синие» митинги были, но не такие многочисленные как «оранжевые»; и не такие продолжительные. А «синие» палаточные городки держались лишь в областях Донецкой, Луганской, Харьковской. Даже в Днепропетровске (и далее на запад) на центральных площадях стояли «оранжевые» палаточные городки (хотя, например, в Днепропетровске «синего» электората было в 2 раза больше, чем «оранжевого»).

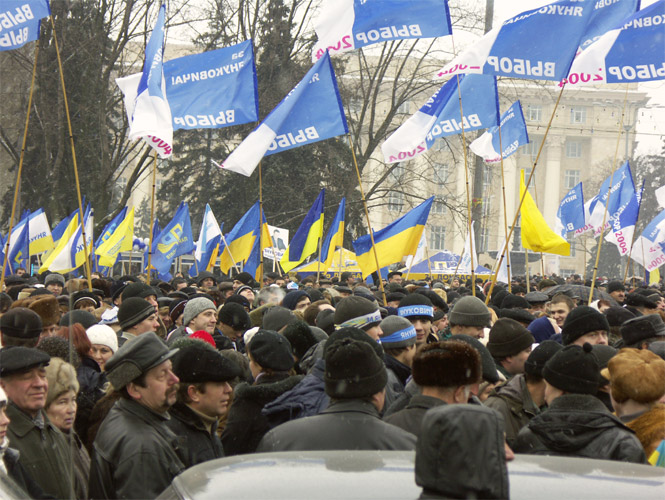
Митинг сторонников Януковича у областного совета в Донецке

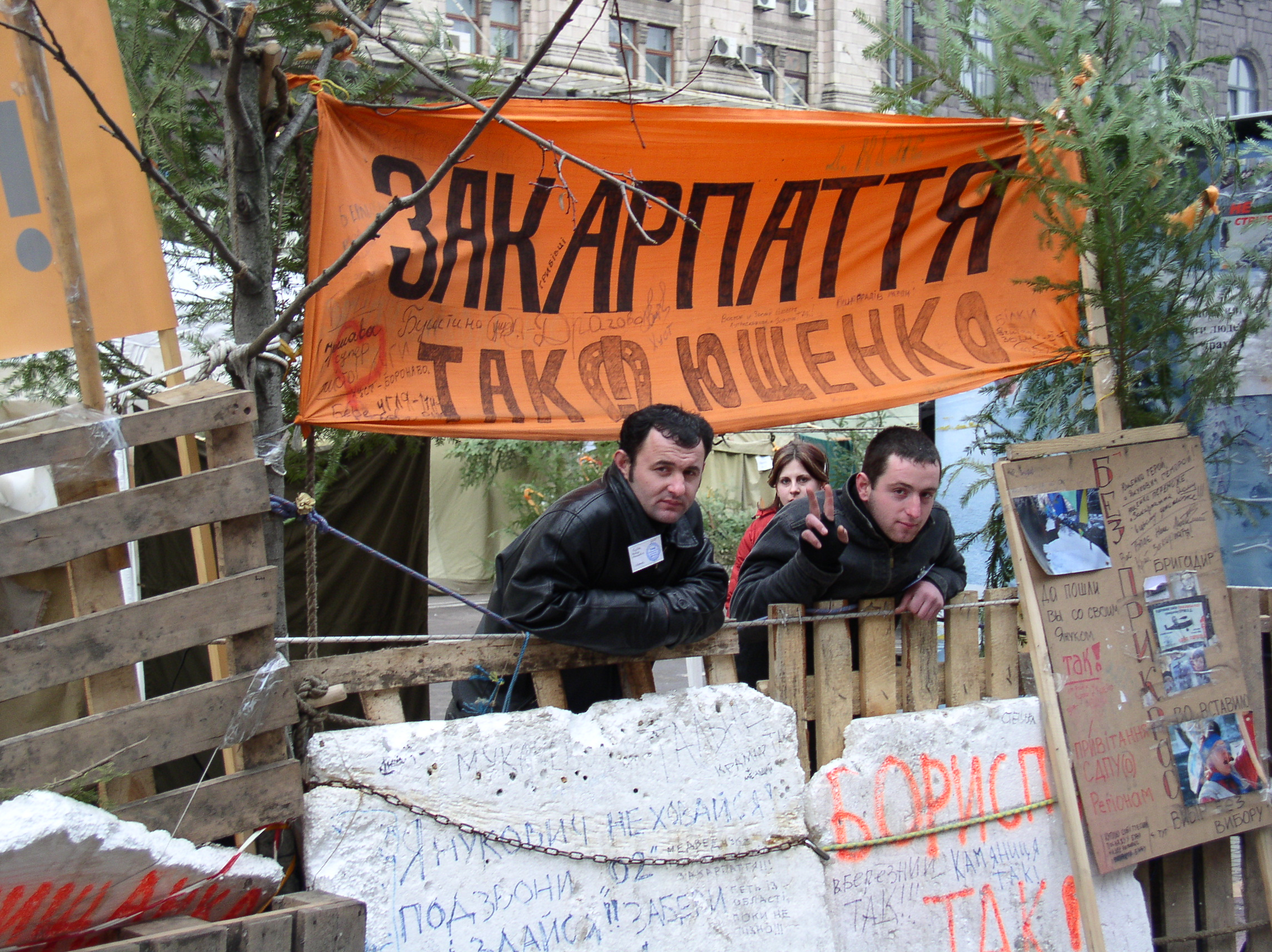
Жители палаточного лагеря сторонников Ющенко на Крещатике

В Киеве Янукович провёл лишь один большой «синий митинг» — митинг проходил на привокзальной площади (26.11.2004), и в качестве митингующих поездами доставили шахтёров из Донецкой области (им оплачивали командировочные, жили они в нескольких эшелонах, которые стояли на станциях под Киевом — эти эшелоны 26.11.2004 показал российский телеканал «НТВ»).
Большая часть населения Донбасса и Крыма (где преобладали сторонники Януковича) негативно восприняло «широкие акции протеста в Киеве и других городах Украины». А Киев, центральные и западные области Украины — преимущественно с энтузиазмом поддерживали Оранжевую революцию. Наиболее важна была поддержка киевлян (поддержка революции около 85 %). На телеэфирах, которые непрерывно шли в те дни, некоторые сторонники Януковича заявляли, что в Киев могут приехать 300 тыс. со всей Украины, чтобы не допустить прихода Ющенко к власти; но на самом деле активность «синего электората» была невелика: на востоке Украины проходили сравнительно немногочисленные митинги «синих», а в Киев в организованном порядке было привезено несколько тысяч шахтёров из Донбасса — первая партия приехавших шахтёров вела себя достаточно развязно (телевидение показало их шествие); но после предупреждения со стороны правоохранительных органов — проблем не возникало, дискуссии велись в достаточно толерантной обстановке.

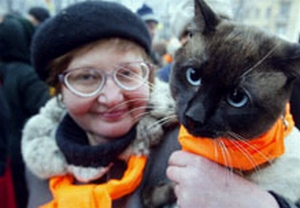
На Майдане (Киев), сторонница Ющенко и кот — в оранжевых шарфиках, примерно 30.11.2004
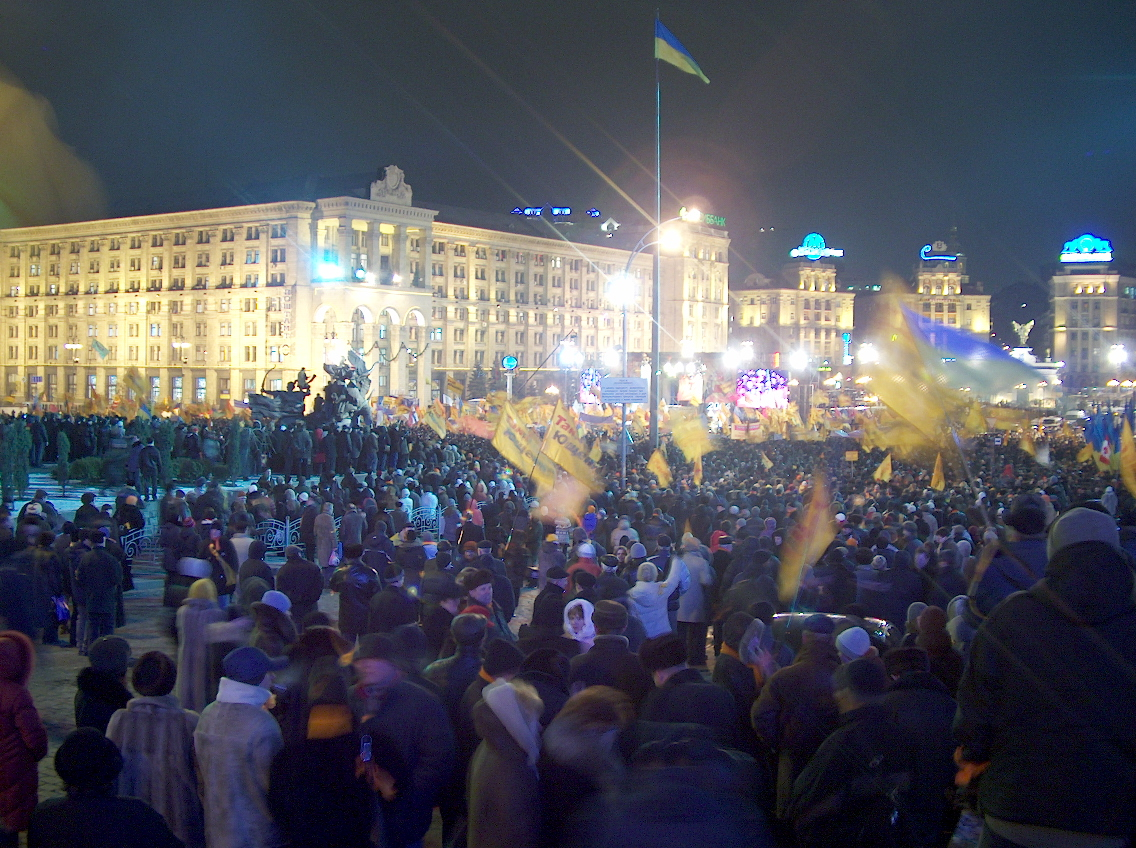
Первый день протестов на Майдане (Киев), вечер 22.11.2004
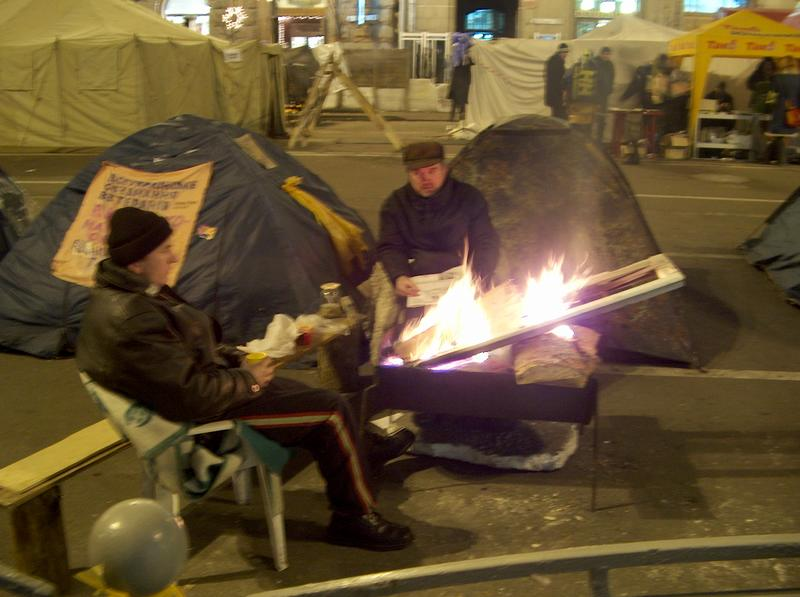
Палаточный городок на Крещатике (около Майдана, Киев), декабрь 2004
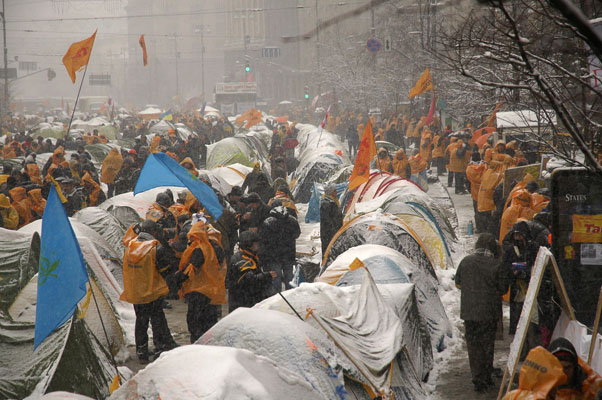
Палатки на Крещатике (Киев), начало декабря 2004 года.
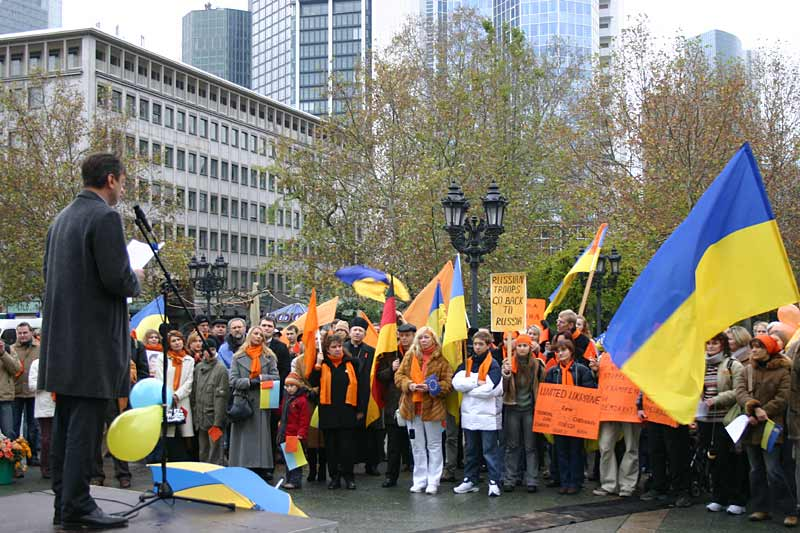
Митинг украинцев в поддержку «Оранжевой революции» во Франкфурте-на-Майне, 27.11.2004
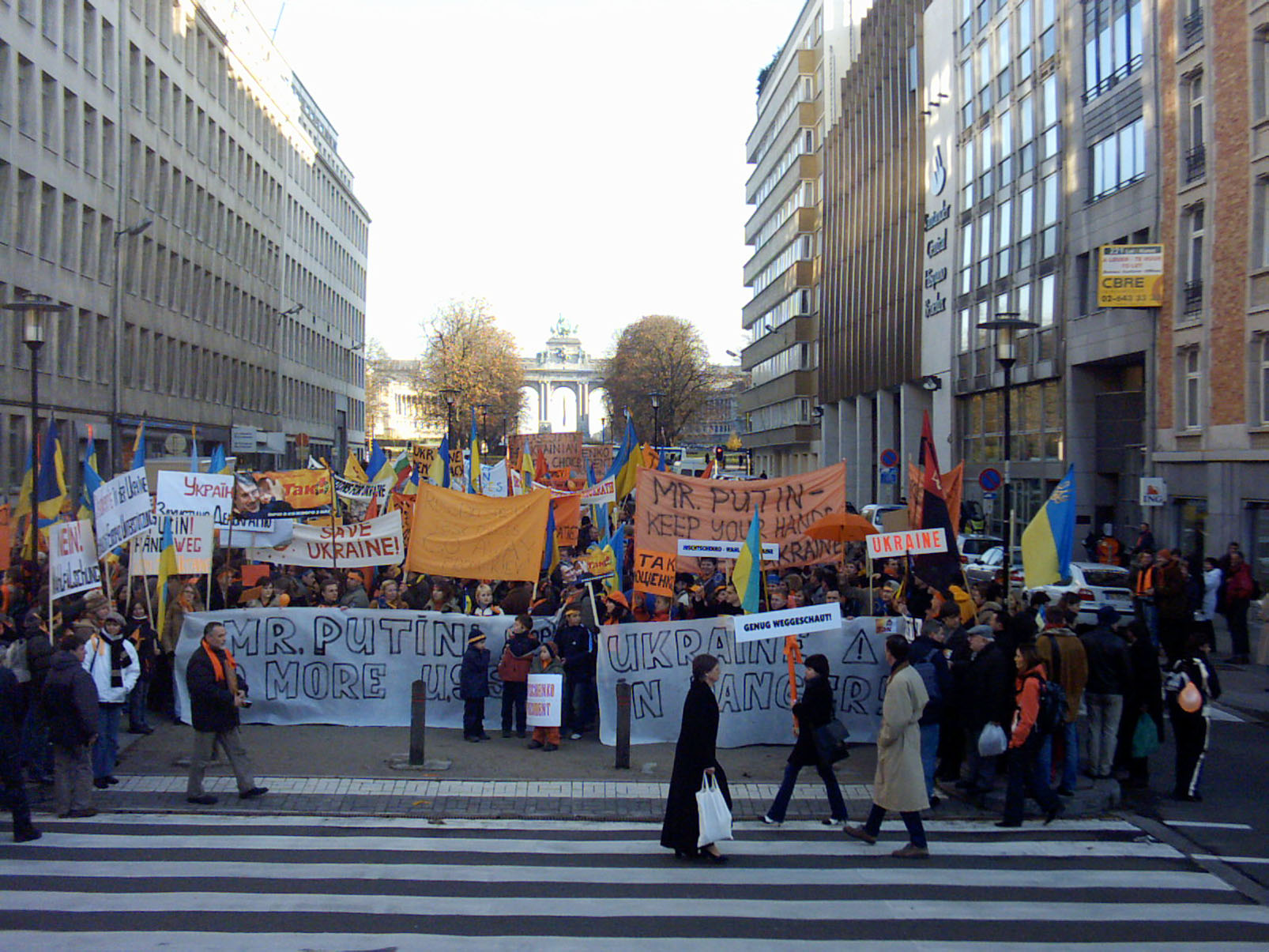
Демонстрация в Брюсселе (Бельгия) в поддержку «Оранжевой революции», 25.11.2004 или 28.11.2004
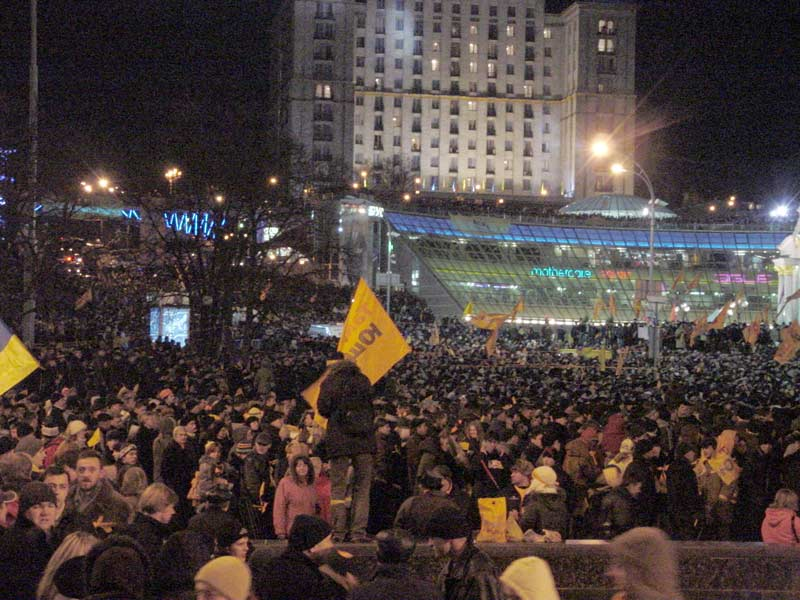
Вечером первого дня "Оранжевой революции", Киев, ул. Крещатик, 22.11.2004

### Хронология событий

Результаты повторного голосования выборов Президента Украины состоянием на 22.11.2004 11:31:03

Сторонники кандидата в президенты Украины Ющенко и он сам заявили, что 5 сентября 2004 он был отравлен неизвестным ядом. Внешние признаки отравления были достаточно характерны для диоксиновой интоксикации. Впоследствии лицо Ющенко было достаточно сильно искажено необратимыми процессами, которые наступают в таких случаях.
- 22 ноября 2004 года — на следующий день после второго тура голосования, в ходе которого избиратели должны были сделать свой выбор между действующим премьер-министром Януковичем и кандидатом от оппозиции Ющенко, когда стало понятно, что официальные предварительные результаты отличаются от данных экзит-поллов[39]. Сторонники Ющенко и иностранные наблюдатели из Европы и США заявили, что выборы проведены с многочисленными нарушениями и такие расхождения являются результатом подтасовки в пользу «проправительственного» кандидата. В этот же день президент РФ В. Путин позвонил Януковичу и поздравил его с победой на выборах президента Украины[40]. Президенты Белоруссии (А. Лукашенко), Казахстана (Н. Назарбаев), Кыргызстана (А. Акаев) и Узбекистана (И. Каримов) также направили поздравления. Кроме того, Януковича успели поздравить лидеры Приднестровья, Абхазии и Южной Осетии.

Сторонники оппозиции подготовились к акциям протеста заранее. Уже за сутки до оглашения предварительных результатов на киевской площади Независимости (укр. майдан Незалежності) начали устанавливаться палатки и трибуны для проведения выступлений оппозиции. За несколько часов до оглашения ЦИК предварительных данных начали звучать заявления о фальсификации выборов в пользу Януковича. 
- 23 ноября в городах Западной, Центральной Украины, в Киеве и ряде других городов и областных центров начались митинги в поддержку кандидата от оппозиции. Основной ареной народного недовольства стал киевский Майдан Незалежности, где собралось на мирную демонстрацию, по разным оценкам, согласно российской версии, от 100 до 150 тыс. человек, и до 500 тыс. согласно европейской, со всей страны. Митинги и пикеты проходили также перед зданиями Администрации Президента, Верховной Рады — украинского парламента, правительства и др. Отличительным знаком демонстрантов стал оранжевый цвет — цвет предвыборной кампании Ющенко (сторонники Януковича использовали белый и голубой цвета). Городские власти Киева, Львова и нескольких других городов отказались признать законность официальных результатов. На заседании Верховной Рады Ющенко демонстративно произнёс с трибуны текст присяги президента Украины, несмотря на то, что ещё не был официально избран.
- Ющенко вступил в переговоры с действующим президентом Л. Кучмой, желая мирным путём добиться признания своей победы, но переговоры были прерваны уже 24 ноября, поскольку позиция Ющенко не предусматривала иного результата переговоров, кроме провозглашения его президентом. После оглашения окончательных результатов, по которым победителем был признан Янукович, Ющенко выступил перед своими сторонниками в Киеве, призвав их начать «Оранжевую революцию» и путём забастовок парализовать деятельность правительства и вынудить власти не признавать сфальсифицированные результаты выборов: «Путь к компромиссу через демонстрацию народной воли — это единственный путь, который поможет нам найти выход из этого конфликта. Таким образом, комитет национального спасения объявляет общенациональную политическую забастовку».

«Верховный суд постановил, что невозможно установить результаты выборов. И разве он мог принять другое решение в то время, когда в Киеве происходили эти события? <…> Вот сколько людей стояло на Майдане? Пусть миллион… Но это же не 38 миллионов избирателей, которые имеют на Украине право голоса, и не 30 млн, которые пришли голосовать» (В. Медведчук).

- 3 декабря 2004 года судебная палата по гражданским делам Верховного суда установила[7]:
  - действия и решения Центральной избирательной комиссии были неправомерны и противоречили ряду статей законов Украины «О Центральной избирательной комиссии» и «О выборах Президента Украины»;
  - при проведении повторного тура голосования были допущены нарушения закона Украины «Про выборы Президента Украины» и перечислила ряд имевших место нарушений.

В результате требования М. Катеринчука были удовлетворены частично — действия ЦИК были признаны неправомерными, её постановления о результатах выборов и публикации результатов выборов отменены. Палата по гражданским делам обязала ЦИК снова провести повторный тур голосования в срок, установленный законом «Про выборы Президента Украины», исчисляя его с 5 декабря 2004 года. Вслед за этим решением Верховная Рада сменила состав ЦИК и приняла поправки к закону о выборах президента с целью перекрыть основные каналы фальсификации выборов. Принятие этих поправок было результатом компромисса между властью и оппозицией. В пакете с ними была утверждена конституционная реформа, ограничивающая власть президента Украины и передающая часть его полномочий кабинету министров и парламенту.

«Когда к нам после второго тура приехали американские конгрессмены, у них с президентом был следующий разговор: „Леонид Данилович [Кучма], если только Ющенко не станет президентом, ваше будущее будет намного хуже, чем у Милошевича“» (Народный депутат Верховной рады Украины В. П. Нечипорук, 2005 год).

- В ходе повторного голосования, проведённого 26 декабря 2004 года, победил Ющенко. Попытка сторонников Януковича опротестовать результаты повторно проведённого второго тура выборов не принесла результатов, и ещё до окончания судебного заседания Ющенко был официально признан президентом Украины в публикации «Правительственного курьера» (что означает официальное окончание выборов).
- 23 января 2005 года Ющенко официально принял присягу и вступил в должность президента Украины.

### Действия МВД

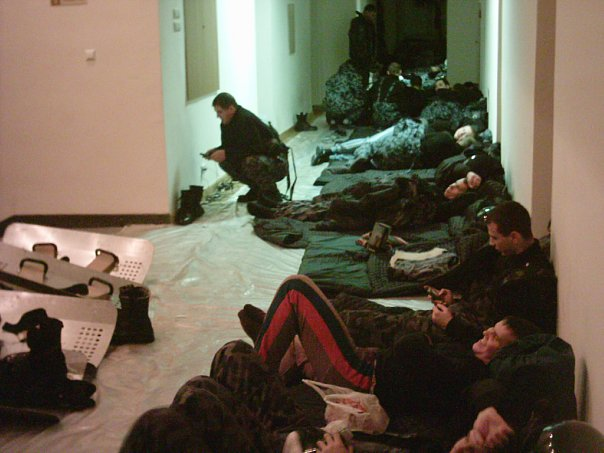
Сотрудники луганского и донецкого «Беркута» в блокированном сторонниками Ющенко здании Кабмина Украины

Накал предвыборной кампании 2004 года обусловил принятие властями мер по усилению охраны правопорядка в Киеве на период выборов. Уже во время первого тура голосования в окрестности столицы были передислоцированы дополнительные части внутренних войск, а также сводные отряды милиции особого назначения «Беркут» со всех областей Украины. Местные отделы милиции были усилены прикомандированными сотрудниками из других регионов.
После второго тура голосования и начала акции массового протеста на Майдане «Беркут», милиция и Внутренние войска переводятся на усиленный режим несения службы. В центре Киева появляются два водомёта на базе КрАЗ. Возле важнейших объектов столицы появляются крупные группы сил правопорядка.
Все дальнейшие действия силовых структур во время Оранжевой революции можно охарактеризовать как крайне нейтральные.
В общем отмечались 2 основных сценария взаимодействий сотрудников правоохранительных органов с протестующими: взаимно корректное — с гражданами, стихийно участвующими в массовых акциях, и категорически безответное — в отношении участников организованных провокаций.